# Mitsubishi Lancer Evolution
El Mitsubishi Lancer Evolution, coloquialmente conocido como Evolution o Evo, es un automóvil deportivo compacto de cuatro puertas, producido por el fabricante japonés Mitsubishi Motors desde 1992 hasta 2015. Estaba basado en el mismo monocasco que el Mitsubishi Lancer estándar. Ha tenido diez generaciones donde cada modelo nuevo era diferenciado con un número romano: EVO I, EVO II, etc. Todos comparten motorización con turbocompresor y tracción integral permanente.
Las ediciones anteriores a la generación VII, fueron los modelos empleados por Mitsubishi World Rally Team en el Campeonato Mundial de Rally. Este vehículo que era muy utilizado en todas las competiciones de rally en el mundo, competía bajo las normativas del Grupo A, Grupo N y World Rally Car (WRC). La marca ha empleado al Lancer Evolution con las especificaciones del Grupo A, pero también ha construido y competido con la versión Mitsubishi Lancer WRC.

## Historia
Fue originalmente destinado únicamente al mercado interno japonés (JDM), pero la demanda de importación de los vehículos los llevó a ofrecer la serie Evolution a través de redes de distribución Ralliart en el Reino Unido y en varios mercados europeos a partir de 1998. Mitsubishi decidió exportar el Evolution VIII a los Estados Unidos en 2003, después de presenciar el éxito del Subaru Impreza en ese mercado, un competidor directo en otras regiones del mundo.
Los automóviles japoneses estaban limitados por un acuerdo de caballeros a no más de 280 CV (276 HP; 206 kW), un límite impuesto libremente por el Estado, pero esa cifra ya había sido alcanzada por el Evolution IV. Por lo tanto, cada versión no oficial posterior ha evolucionado por encima de las cifras de potencia anunciadas. Las especificaciones japonesas del Evolution IX dicen que alcanzaba una potencia de salida real de alrededor de 321 CV (317 HP; 236 kW). Varias versiones disponibles especialmente en otros mercados, tenían hasta 405 CV (399 HP; 298 kW).
En 2008 se lanzó en todo el mundo la última generación: la X. Fue un automóvil nuevo en todos los sentidos, manteniendo la misma potencia y cada vez más de carácter civil. El nuevo modelo perdió muchos de los atributos por el que el Evo era conocido. Su motor de cuatro cilindros en línea era totalmente nuevo, fabricado todo de aluminio turboalimentado con distribución de válvulas variable con control electrónico de elevación Mitsubishi (MIVEC), que producía 291 HP (295 CV; 217 kW). Este nuevo motor tenía código 4B11TC y terminó la producción de los bloques de hierro con código 4G63T, que era más fuertes.

## Evolution I, primera generación

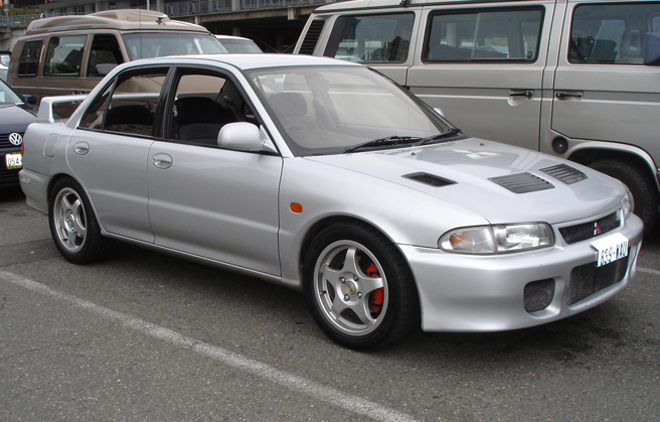
Lancer Evolution I de 1993.

El primer Lancer Evolution fue introducido en 1992 para competir en el Campeonato Mundial de Rally y el primer Evo salió a la carretera en octubre de 1992 en su versión de calle para el mercado como un sedán deportivo de alto rendimiento. Se utilizó el motor DOHC turbo de 1997 cm³ (2 L; 121,9 plg³) con el sistema 4WD de la variante GSR del Galant VR-4 de corte deportivo en un chasis de Lancer y fue vendido en dos variantes: GSR y RS. Este último era una versión aligerada que carecía de elevalunas eléctrico, asientos eléctricos, ABS y sin limpiaparabrisas trasero, con rines de acero, que pesaba aproximadamente 70 kg (154 libras) menos que los 1238 kg (2729 libras) de la versión de calle, el cual venía con todas las comodidades. El motor 4G63 de Mitsubishi producía 250 CV (247 HP; 184 kW) a las 6000 rpm y 31,5 kg·m (309 N·m; 228 lb·pie) a las 3000 rpm de par máximo. El Lancer Evolution GSR fue el único en montar un diferencial de acoplamiento viscoso trasero, posteriormente se pasó a utilizar un diferencial autoblocante de discos, mucho más apropiado para la finalidad del modelo. Vieron la luz 2500 unidades, las necesarias para la homologación del mundial.
Era significativamente más rígido que el Lancer «de calle» e igual de compacto y ligero. El motor recibió un intercooler de mayor capacidad, una relación de compresión más alta, nuevos inyectores, un cigüeñal, bielas y pistones más ligeros. Estos cambios dieron como resultado un aumento de 10 CV (7,4 kW) en la potencia máxima. Heredó la línea de transmisión VR-4, aunque las modificaciones incluyeron mejoras para aumentar la durabilidad, un embrague mejorado y un mejor tacto del pedal. La carrocería tuvo un importante fortalecimiento y se programó una optimización que resultaba en un aumento de la rigidez torsional del 20% sobre el modelo base. Para compensar el aumento de peso derivado del refuerzo adicional, se eliminó la capa inferior de amortiguación acústica de vibraciones, que se siguió practicando hasta el EVO V. Tenía un refinado sistema de suspensión MacPherson delante y multi-link detrás.
El exterior se distinguió en la parte delantera por un cofre de aluminio con grandes salidas de aire y una defensa delantera integral con parrilla extendida en 40 mm (1,6 pulgadas) para albergar la unidad de refrigeración mejorada. En la parte trasera, un gran alerón reducía la elevación en un 18%. Con 1170 kg (2579 libras) en la versión RS, el Evolution I pesaba sustancialmente menos que el Galant VR-4 de 1350 kg (2976 libras) y con el extra de potencia, el rendimiento mejoró notablemente.

## Evolution II, segunda generación

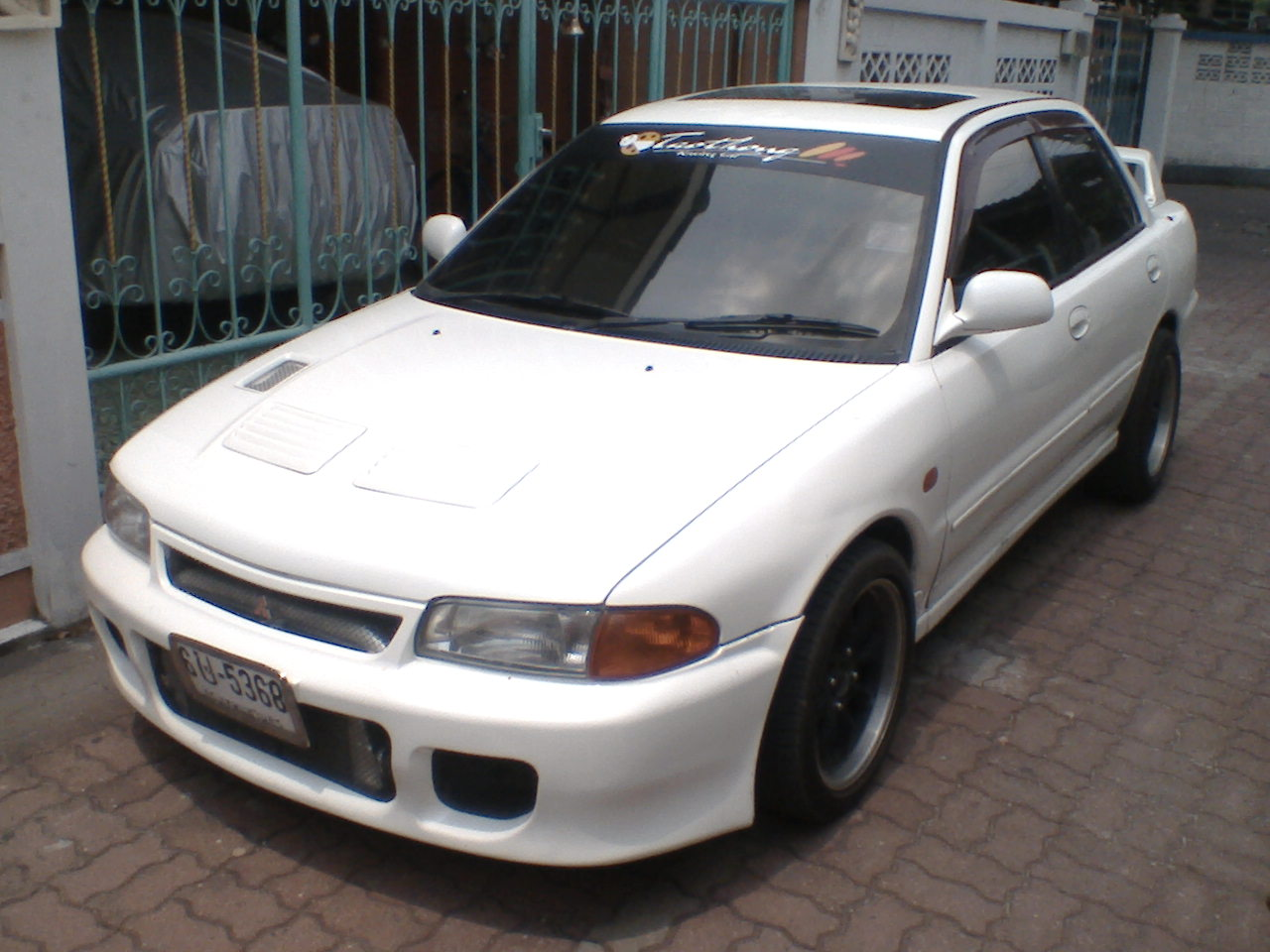
Evolution II (CE9A) en Tailandia

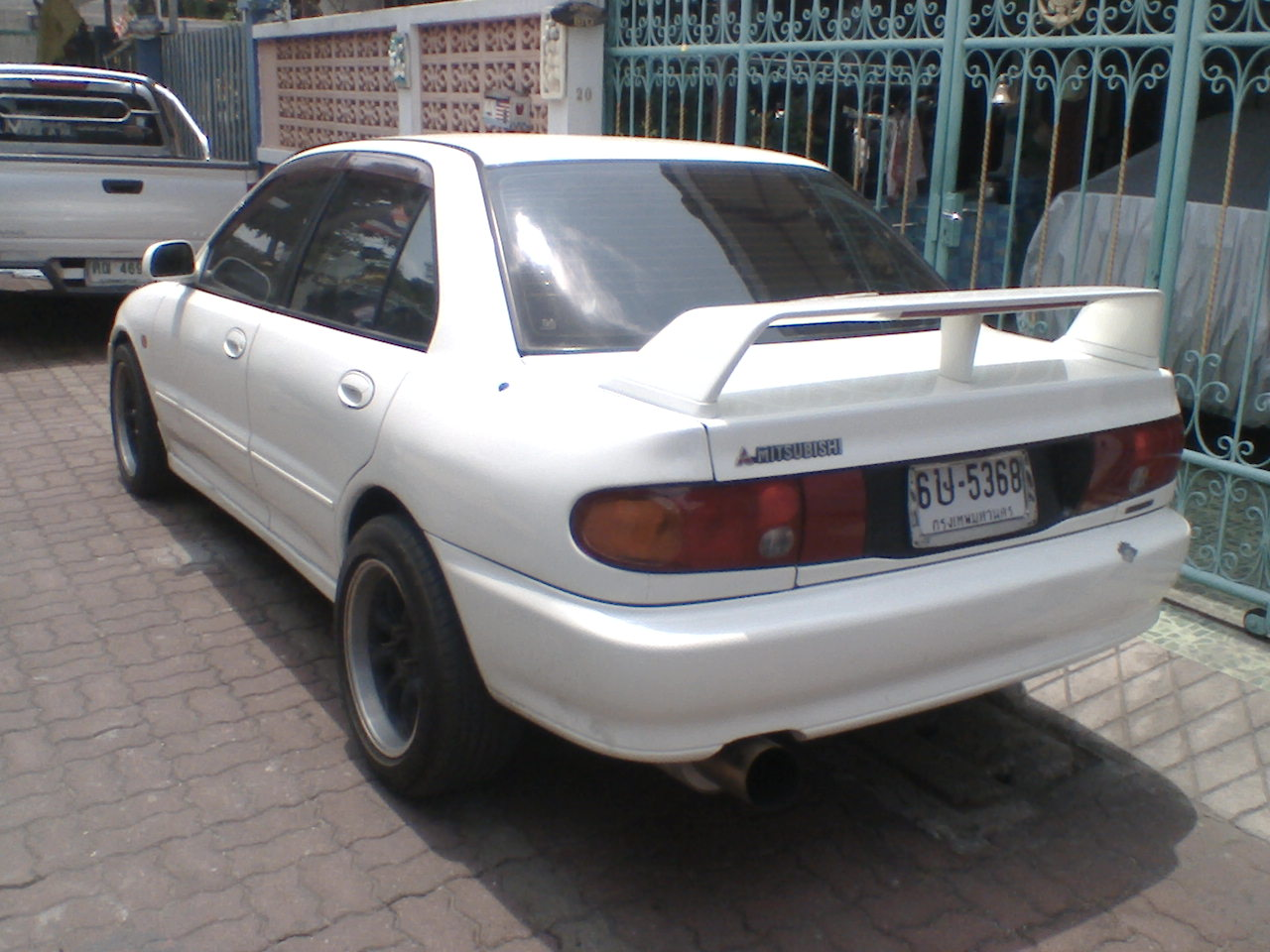
Vista trasera 3/4

En diciembre de 1993 se puso en marcha la siguiente generación. En el apartado estético la cosa no cambió mucho, con detalles como el nuevo labio inferior del parachoques delantero, los rines OZ, un alerón de mayor envergadura y los anagramas del modelo, son lo más evidente. Los principales cambios fueron el incremento de mejoras en el aspecto del manejo, incluyendo pequeños ajustes de distancia entre ejes, barras estabilizadoras más ligeras, un alerón más efectivo y los neumáticos eran 10 mm (0,4 pulgadas) más anchos. La capacidad del tanque de combustible era de 50 litros (13,2 galAm) y la potencia se incrementó a 260 CV (256 HP; 191 kW) a las 6000 rpm desde el mismo motor, mientras que el par máximo se mantuvo sin cambios para los modelos RS y GSR.
Era una evolución de la primera generación que dejó atrás la estética más discreta, de la cual se diferencia con una aerodinámica optimizada, un chasis más efectivo y una mecánica 4G63 más potente. Se combinaba con una transmisión manual de cinco velocidades que enviaba todo su potencial a las cuatro ruedas por medio de un sistema que lo heredaba del Galant VR-4. El frontal específico y el enorme alerón anticipaban una mecánica que recibía diversas mejoras. Se modificó su suspensión y las relaciones de la transmisión se pusieron a punto.
Por aquellos entonces se comercializaban las versiones GSR y RS. Los últimos prescindían de elementos como el aire acondicionado, los elevalunas eléctricos, el sistema ABS, entre otros. De esta forma, se aligeraba unos 70 kg (154 libras) para dejarlo en unos ajustados 1168 kg (2575 libras).
El Evolution I fue rápidamente reemplazado por el Evo II, lanzado en enero de 1994, que incorporó una serie de modificaciones diseñadas para aumentar su rendimiento, haciendo mucho hincapié en la estabilidad. Las modificaciones del motor incluyeron un aumento de la presión del turbo, una reducción de la contrapresión del escape y un aumento de la elevación de las válvulas. Con sus neumáticos de mayor diámetro, estaba 25 mm (1 pulgadas) más alto.
Se optimizó la suspensión delantera tras estos cambios, incluido el uso de nuevos brazos de control inferiores y puntales más largos. La respuesta de la dirección y la inclinación frontal se optimizaron con una carrera de amortiguación mayor y otras mejoras. Los cambios repercutieron notablemente en su manejo, que contaba con una respuesta más rápida y un mayor límite en las curvas, particularmente en superficies asfaltadas. En cuanto a la aerodinámica, ganó un "airdam" ubicado debajo del parachoques delantero y una mejora del alerón trasero.

## Evolution III, tercera generación

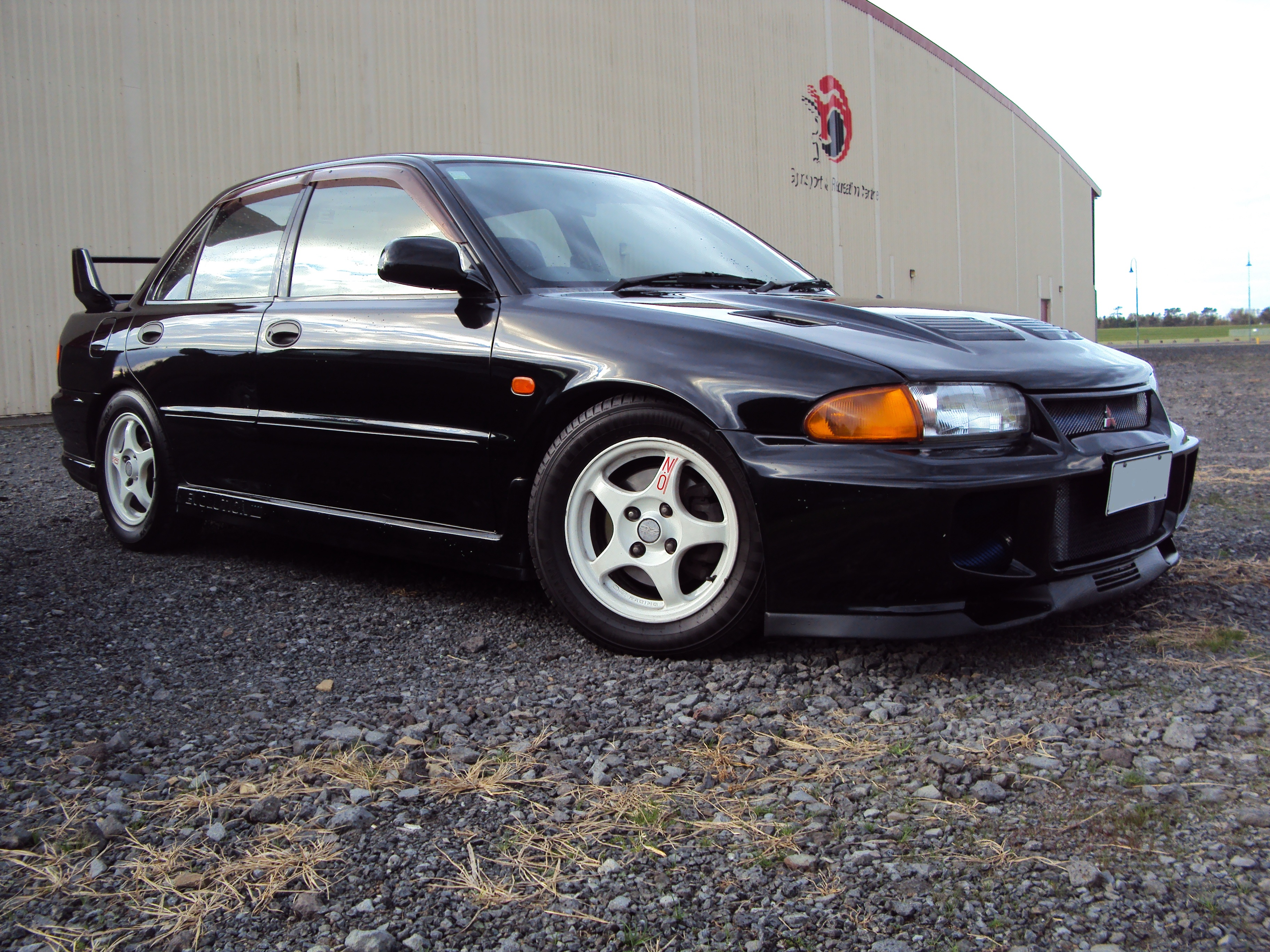
Evolution lll GSR de 1995

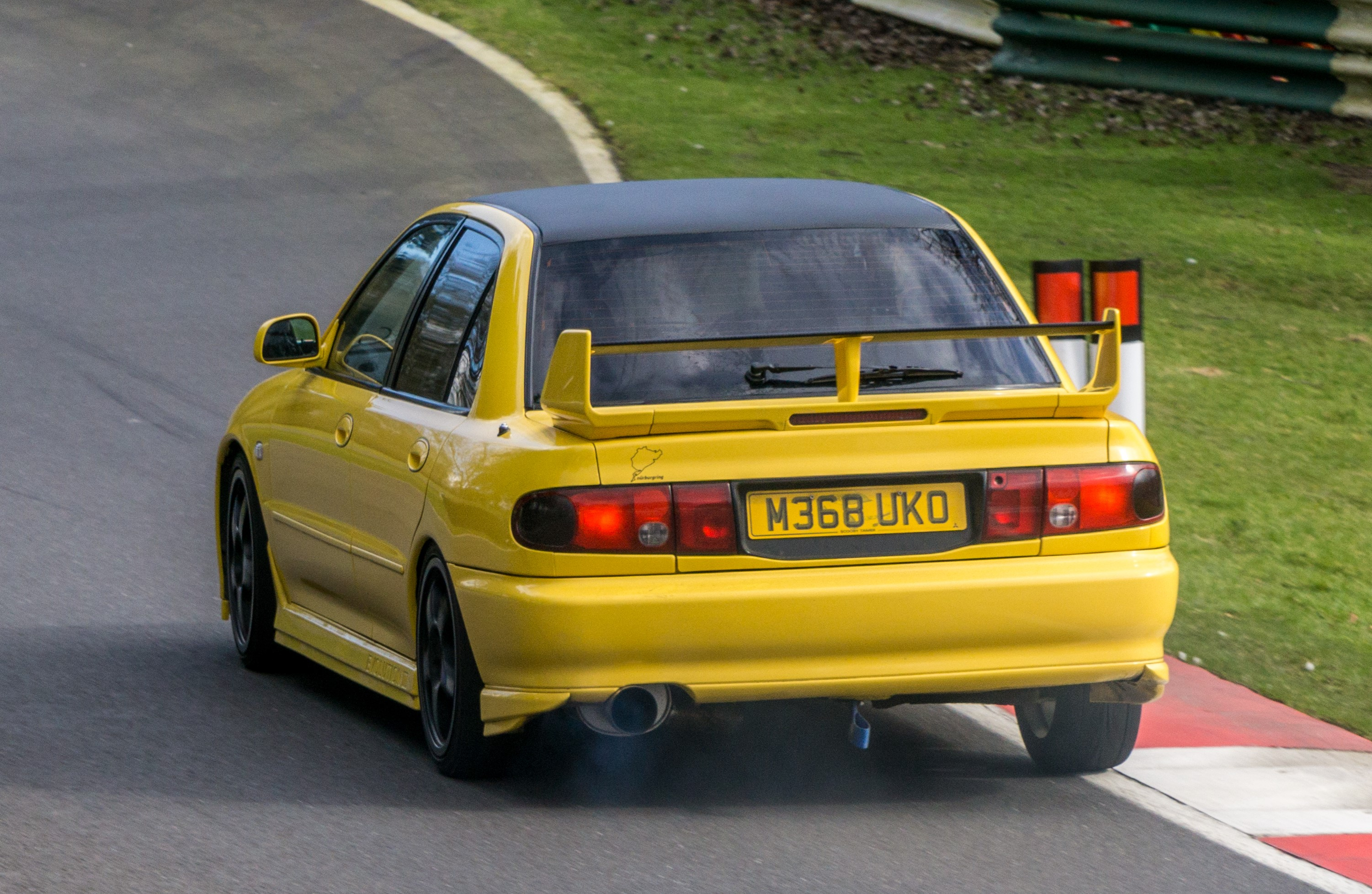
Vista trasera

En febrero de 1995 nació el Evolution III, el cual presentaba varias mejoras sobre los modelos anteriores. En el apartado estético el paragolpes frontal obtuvo un diseño más agresivo con el fin de mejorar el suministro de aire al radiador y los frenos, acompañando también unos nuevos faldones, parachoques trasero y un alerón trasero más grande para elevar la carga aerodinámica. El motor tenía una relación de compresión mayor que antes de 8,5:1 a 9,0:1 y el aumento del diámetro del nuevo turbo de 60 a 68 mm (2,4 a 2,7 pulgadas), elevó la cifra de potencia a 270 HP (274 CV; 201 kW) a las 6250 rpm y el par motor se mantuvo en 31,5 kg·m (309 N·m; 228 lb·pie) a las 3000 rpm.
Entre las mejoras tenía una reducción en la presión de todo el sistema de escape, menores pérdidas de presión en el silenciador principal; un nuevo turbocompresor y una mayor relación de compresión. Las mejoras más significativas introducidas fueron en el apartado de su aerodinámica, donde se mejoraban y ampliaban las entradas de aire del parachoques delantero. También se instaló un "airdam" más grande que presentaba conductos de refrigeración para los frenos y otros sistemas vitales.
La nueva distancia al suelo redujo el flujo de aire por debajo del coche para generar una mayor carga aerodinámica, con la ayuda de un alerón más grande. Estos cambios ganaron la homologación de la FIA y demostraron su valía en el WRC. No hubo cambios importantes en la rigidez de la carrocería ni la suspensión en el nuevo modelo. Sin embargo, se añadió un intercooler mejorado para estabilizar las características de potencia y par en un motor.
Cumplió con todas las expectativas del equipo desde su primera carrera y anotó su primera victoria en la segunda ronda del WRC durante el Rally de Suecia de 1995, pilotado por Kenneth Eriksson. Al año siguiente, Tommi Mäkinen alcanzó el título de pilotos del WRC de 1996.

## Evolution IV, cuarta generación

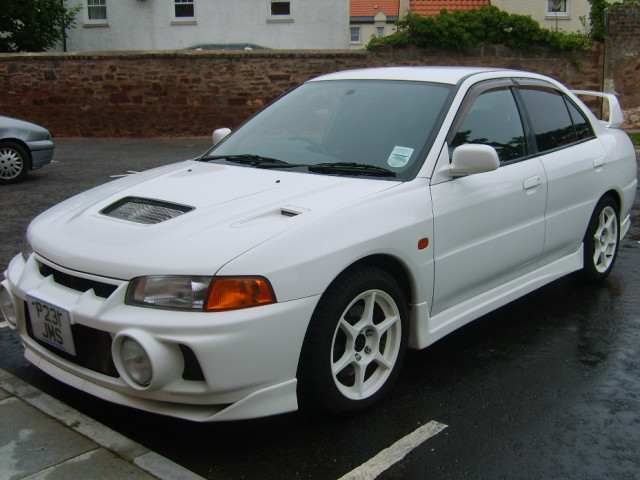
Lancer Evolution IV (CN9A)

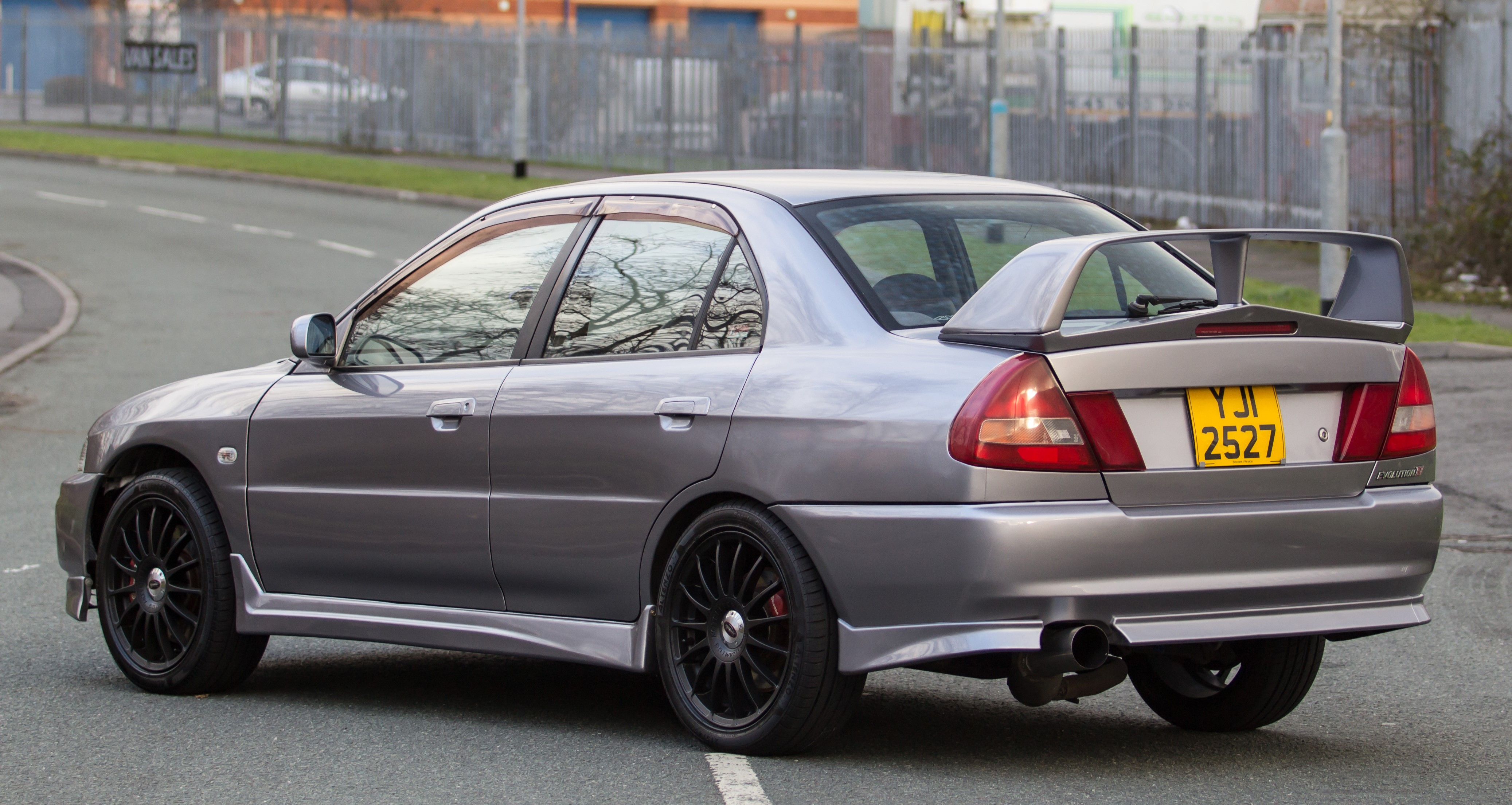
Vista trasera 3/4

La plataforma del Lancer se cambió completamente en agosto de 1996 y con ella la del Evolution, que se había vuelto altamente popular en todo el mundo. El motor se rotó 180° para equilibrar mejor el peso. Había cuatro versiones disponibles: el RS, RS2, GSR & GSR2. Las versiones GSR 2 contaban con elevalunas eléctrico, algunas unidades fabricadas en 1997 ya tenían frenos Brembo, La versión RS se produjo como un automóvil de competición con un diferencial de deslizamiento limitado frontal. También llegó con asientos GLX y ruedas de acero de 16 pulgadas (40,6 cm), ya que eran los elementos básicos que sería sustituidos por cualquiera en la competición. El RS tampoco tenía elevalunas eléctrico ni aire acondicionado, poseía unas barras para reforzar el chasis, una detrás de la rejilla frontal y la otra en el piso de arranque. El RS también tenía una opción de fábrica con paneles de la carrocería de cristal más delgado.
El GSR y el RS compartían un turbocompresor de doble entrada TD05H 16G 9.0T y TD05HRA 16G6 10.5T, que ayudó a aumentar la potencia de 280 CV (276 HP; 206 kW) a las 6500 rpm y 352 N·m (260 lb·pie) de par motor a las 3000 rpm. El "Mitsubishi AYC o Active Yaw Control" apareció como una opción de fábrica en el modelo GSR, que utiliza la dirección, sensores del acelerador de entrada y sensores G para controlar hidráulicamente por computadora el par motor de forma individual a las ruedas traseras y como resultado los 10 000 Evo IV producidos se vendieron rápidamente.
El Evolution IV se puede distinguir por sus dos grandes faros antiniebla en el parachoques delantero (opcional en la versión RS) y las luces traseras rediseñadas en la parte posterior, que se convertirían en distintivos de la serie Evolution. Esta nueva generación tenía mayor peso que las versiones anteriores, el GSR en particular, debido al agregado de los sistemas de tecnología, pero para contrarrestar esto, el automóvil contaba con más potencia, con el peso del RS era de 1260 kg (2778 libras) y el GSR de 1345 kg (2965 libras).
Otras versiones poco conocidas del Evo IV serían, Evo IV Mine's con 50 unidades, el Evo IV Kansai y el Evo IV Tommi Mäkinen con 10 unidades.
Era un modelo más grande y también más pesado, pero que a la vez redujo su centro de gravedad. Su estética cambia con dos enormes faros antiniebla redondos y la salida de aire del capó, con el reconocible alerón trasero. Una vez más añadió otros 10 CV (7,4 kW), mientras que su chasis era completamente nuevo y además estrenó por primera vez un diferencial trasero activo.
Aunque la mecánica 4G63 se mantuvo, fue sometida a extensas modificaciones. Equipaba pistones más ligeros, se redujo el "turbolag" al minimizar el flujo de gases y las interferencias en el colector de escape. La introducción de un turbocompresor mejorado permitió un mayor par en un régimen más bajo. También incorporó un colector de admisión más recto y una junta de culata de metal que resistía una mayor relación de compresión y una mayor presión. La potencia máxima se elevó hasta los 280 CV (276 HP; 206 kW) a las 6500 rpm y el par máximo hasta los 36 kg·m (353 N·m; 260 lb·pie) a las 3000 rpm. Además de la transmisión manual de cinco velocidades de relación cerrada, se ofrecía con una caja de cambios de relación súper cerrada y una opción para la competición.
El modelo RS, desarrollado principalmente como vehículo base para uso en competición, se ofrecía con un diferencial de deslizamiento limitado delantero de engranaje helicoidal adaptable al par, una primicia mundial en un modelo con tracción integral. Este diferencial también llegó acompañado por el "Active Yaw Control", que producía una mejora significativa en las curvas de rendimiento y estabilidad bajo fuertes frenadas.
También estaba equipado con neumáticos y frenos más grandes para un mayor equilibrio y una mejora del rendimiento dinámico. Se introdujo el control activo de guiñada (AYC), que debutaba en la versión GSR y se presentaba como un mecanismo de transferencia de par en el diferencial trasero y una configuración de la unidad de control de motor (ECU), que controlaba dicha división de par entre las ruedas traseras. Gracias a estas mejoras se afianzaba la capacidad de abordar las curvas y la seguridad activa del vehículo.

## Evolution V, quinta generación

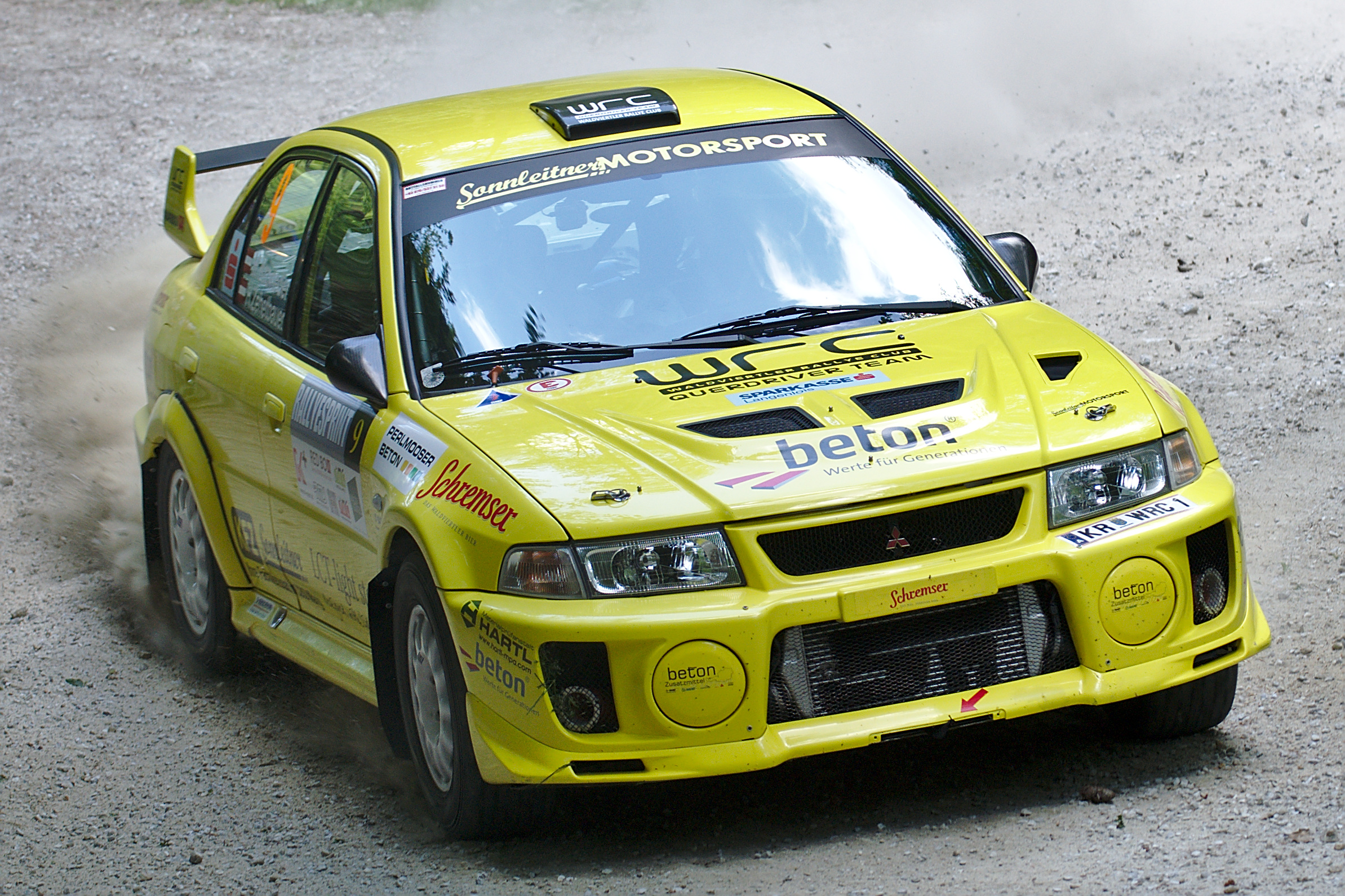
Evolution V Rallye Sprint DSC

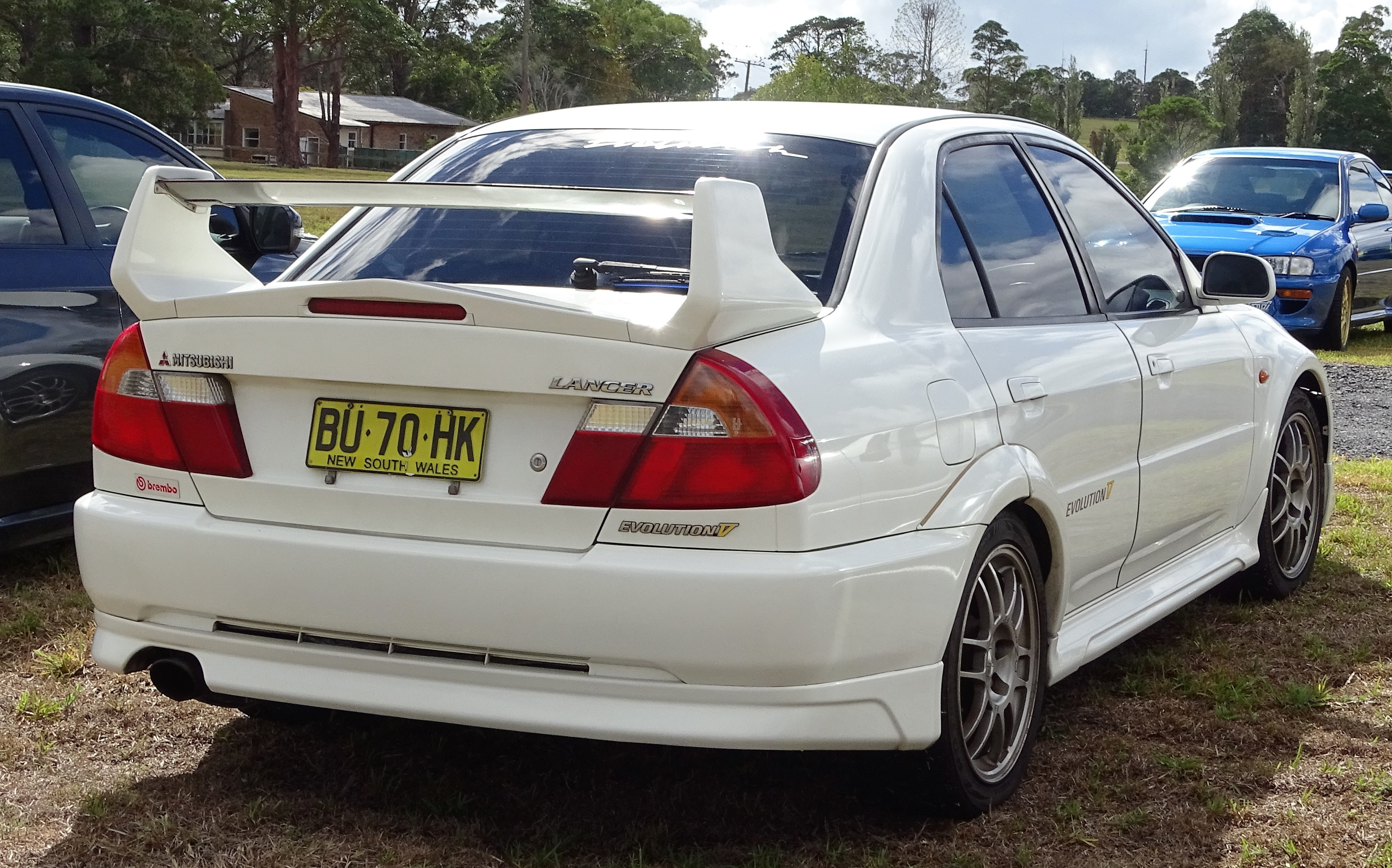
Vista trasera 3/4

En 1997, la FIA aprobó una nueva homologación para el Campeonato Mundial de Rally, los World Rally Car, por lo que estos automóviles tenían que cumplir con las normas del Grupo A. Mitsubishi rediseñó el Evolution IV con este propósito y presentó el Evolution V en enero de 1998.
Muchos aspectos del automóvil cambiaron, tales como:
- El interior se mejoró en la versión GSR con una mejor clase de asiento Recaro.
- El paquete de carrocería se reforzó con arcos en la parte delantera y trasera y un nuevo alerón trasero de aluminio sustituyó a la versión IV de plásticos reforzados con fibras y le dio un ángulo ajustable para modificar la fuerza de descenso trasera.
- Las vías fueron ensanchadas en 10 mm (0,4 pulgadas), mientras que las ruedas cambian de ET45 a ET38 junto con su diámetro, que pasó de 16 a 17 pulgadas (406,4 a 431,8 mm), para dar cabida a los frenos Brembo que se añadieron para mejorar la fuerza de frenado. Además, el diámetro del cilindro maestro del freno se incrementó en 0,3 milímetros.
- El motor se reforzó en algunas zonas y la duración de la leva se incrementó. Los pistones eran más ligeros con un área de borde más pequeña. Los inyectores de 510 cc fueron sustituidos por otros más grandes de 560 cc para mejor fiabilidad, debido a la mayor altura libre para el encendido electrónico.

Por otra parte, se volvió a mejorar el turbo, con lo que el par motor se incrementó a 38 kg·m (373 N·m; 275 lb·pie) a las 3000 rpm y la potencia oficialmente se mantuvo igual en 280 CV (276 HP; 206 kW), tal como acordaron en el pacto de caballeros de Japón, pero se añadió más potencia debido a las peticiones.
En este modelo también se obtuvo la versión Lancer Evolution V con el Turbo TD05-HR, al igual que todas las versiones del GSR y el modelo comercial GLX. El interior no cambió mucho, pero sí el diseño del motor 4G63 de 1998 cm³ (2 L; 121,9 plg³).
Permitido por la normativa, esta generación hacía uso de unos guardabarros de aluminio ligeramente ensanchados. Usaba nuevos rines de aleación de 17 pulgadas (43,2 cm) con neumáticos de dimensiones 225/45 R17 de serie. En la parte delantera, la aerodinámica y la capacidad de refrigeración se mejoraron con un spoiler nuevo y unos conductos de refrigeración más anchos, que coincidían con un radiador elevado. Las salidas en el capó del motor de aluminio se ampliaron y se reformaron para mejorar la extracción del calor. El alerón trasero se optimizó y se empleó una superficie de aluminio con ángulo de ataque ajustable.
La suspensión fue optimizada y contaba con una mayor posibilidad de ajuste. Se reforzó la rigidez general y se hicieron mejoras en todos los puntos de pivote internos y externos, se optimizó la geometría y se redujo el peso. Junto a unos rines y neumáticos más grandes, se mejoró el sistema de frenos firmado por Brembo que estaba compuesto entre otros, por discos ventilados delanteros de 17 pulgadas (43,2 cm) con pinzas (cálipers) de cuatro pistones y traseros de 16 pulgadas (40,6 cm) con pinzas de dos pistones.

## Evolution VI, sexta generación

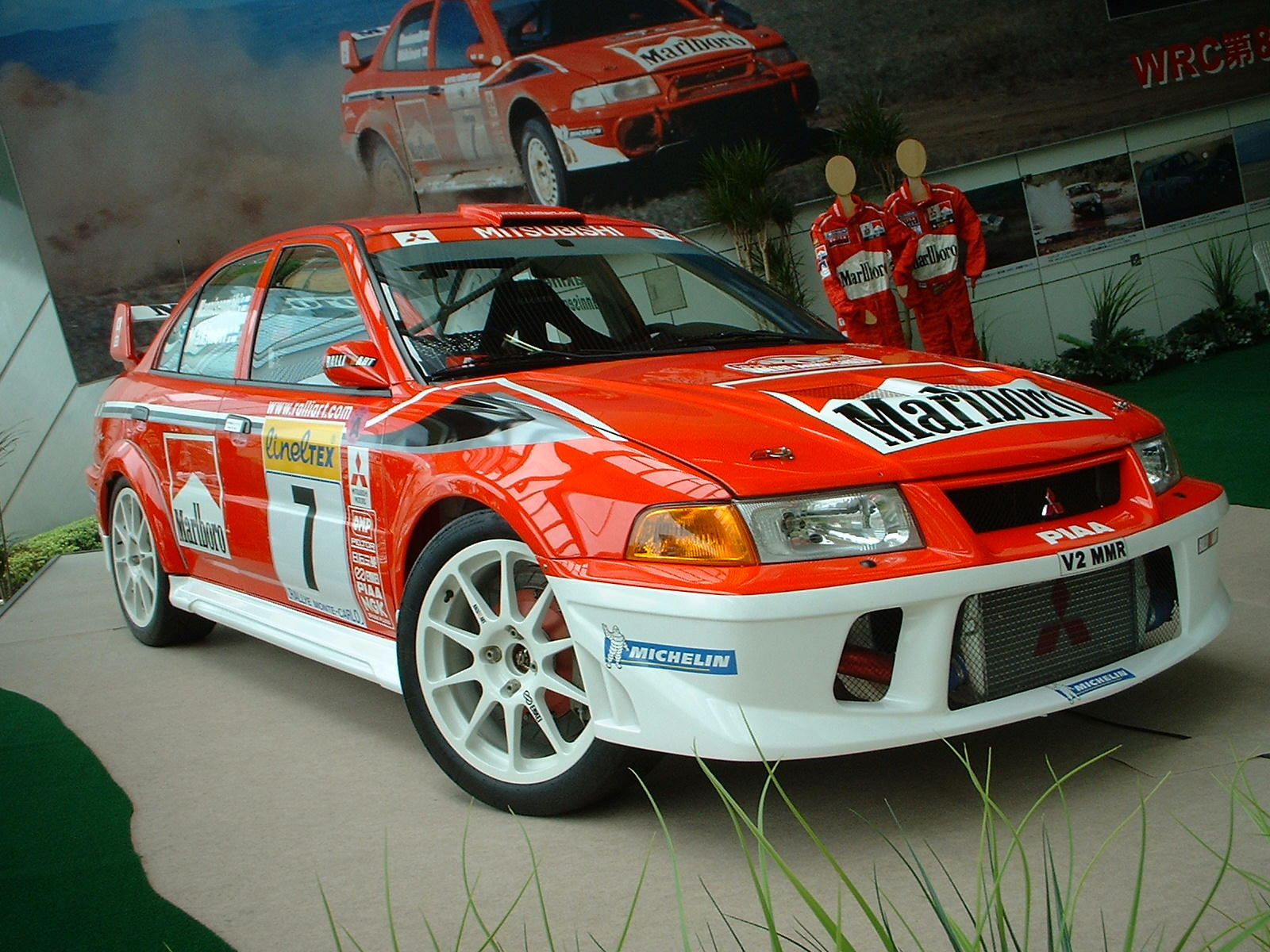
Evolution VI TME, la versión de Tommi Mäkinen

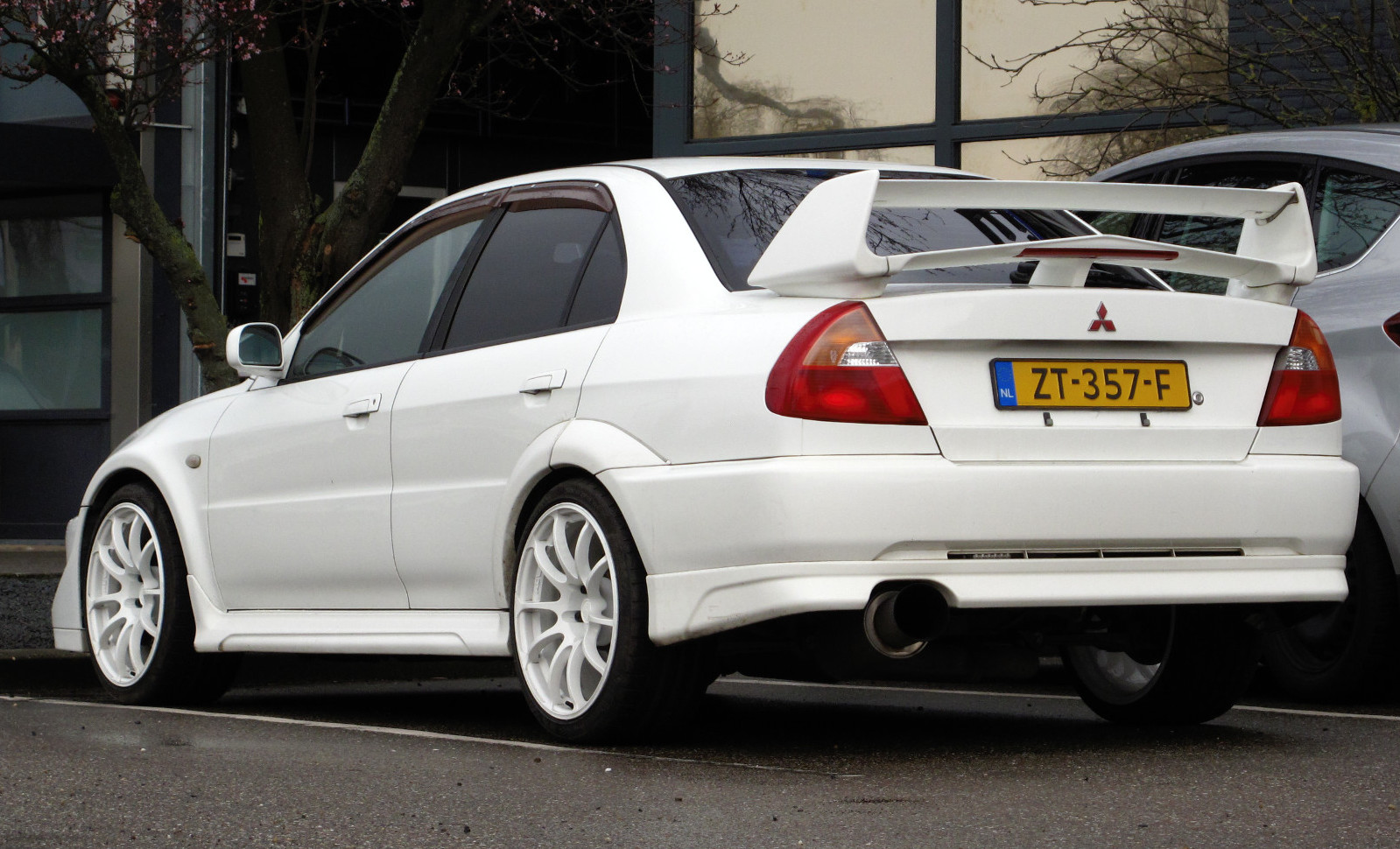
Vista trasera 3/4 del modelo 1999

En 2002/2004, los cambios se centraron especialmente en la refrigeración y la durabilidad del motor. Recibió un intercooler, un radiador de aceite más grande y unos nuevos pistones, junto con una turbina de rueda de aleación de aluminio y titanio para el modelo RS, que fue la primera en un automóvil de producción. Además, recibió una carrocería nueva, con cambios en el parachoques delantero, donde se redujeron los faros antiniebla en gran tamaño y se trasladaron a las esquinas para un mejor flujo de aire. Un nuevo modelo se añadió junto a los GSR y RS, conocido como el RS2, el cual era un RS con algunas de las opciones del GSR. Otra edición limitada del RS fue conocida como el RS Sprint, un RS preparado por Ralliart en el Reino Unido que era más ligero y más potente, con 330 CV (325 HP; 243 kW).
También se realizó otra edición especial en 1999: la Tommi Mäkinen, el piloto de rally finlandés que había ganado cuatro títulos con el Mitsubishi Lancer WRC. Contaba con un parachoques delantero diferente, asientos Recaro rojos y negros con logotipo en relieve "T. Mäkinen", rines Enkei color blanco de 17 pulgadas (43,2 cm), volante MOMO de cuero y palanca de cambios, una turbina de titanio, puntal superior frontal descubierta, menor altura de marcha, pensando en los tramos de asfalto y una relación de dirección más rápida. Entre otros colores, el Evo VI estaba disponible en color rojo (exclusivamente para la versión Tommi Mäkinen), blanco, azul, negro o plata, con opción de calcomanías especiales, replicando el esquema de colores del automóvil de rally de Tommi Mäkinen. A este también se le denomina como Evolution 6 ½, Evolution 6.5, o "TME" para abreviar.
Lucía cambios también en los faldones, alerón y estrenó rines OZ Superturismo Corse, pero lo realmente importante llegó en el apartado mecánico con múltiples modificaciones. El chasis recibió 130 nuevos puntos de soldadura, por lo que mejoró su rigidez; se aligeraron los pistones, se añadió un pulverizador de aceite para los de mayor tamaño y el turbocompresor era de titanio. La potencia se mantuvo en 280 CV (276 HP; 206 kW).
Salió a la venta en 2000 la serie limitada Tommi Mäkinen, que era un homenaje al cuatro veces campeón del mundo. La decoración era bastante similar a la de la versión de rallys y los asientos estaban firmados por el piloto, pero no se trató solamente de una versión estética, ya que incorporó muchos cambios mecánicos. El diferencial delantero se eliminó, el trasero activo era de segunda generación y las suspensiones estrenaban unos reglajes específicos.
Los cambios en las regulaciones de 1999 en el WRC restringieron el tamaño de los accesorios aerodinámicos y se prescribió una mejora dramática en el rendimiento de los sistemas de refrigeración. El enfriamiento se mejoró al compensar el tamaño de la placa de matrícula y usaba faros antiniebla más pequeños para permitir un área efectiva de las aperturas del parachoques más amplia. Las mejoras en los deflectores del cárter y el uso de radiador mejorado, contribuyeron a que la temperatura del aceite se estabilizara. Se mejoró la rigidez de la suspensión así como su durabilidad. El contacto y el agarre de la superficie del neumático se mejoraron con un uso de aluminio más extensivo y también en los brazos de control. El recorrido de la suspensión se modificó, así como la altura y el centro de gravedad. También se modificaron las luces antiniebla para permitir unas entradas de aire más grandes en la parte delantera y se mejoró el rendimiento aerodinámico, gracias a un alerón trasero de doble ala.

## Evolution VII, séptima generación

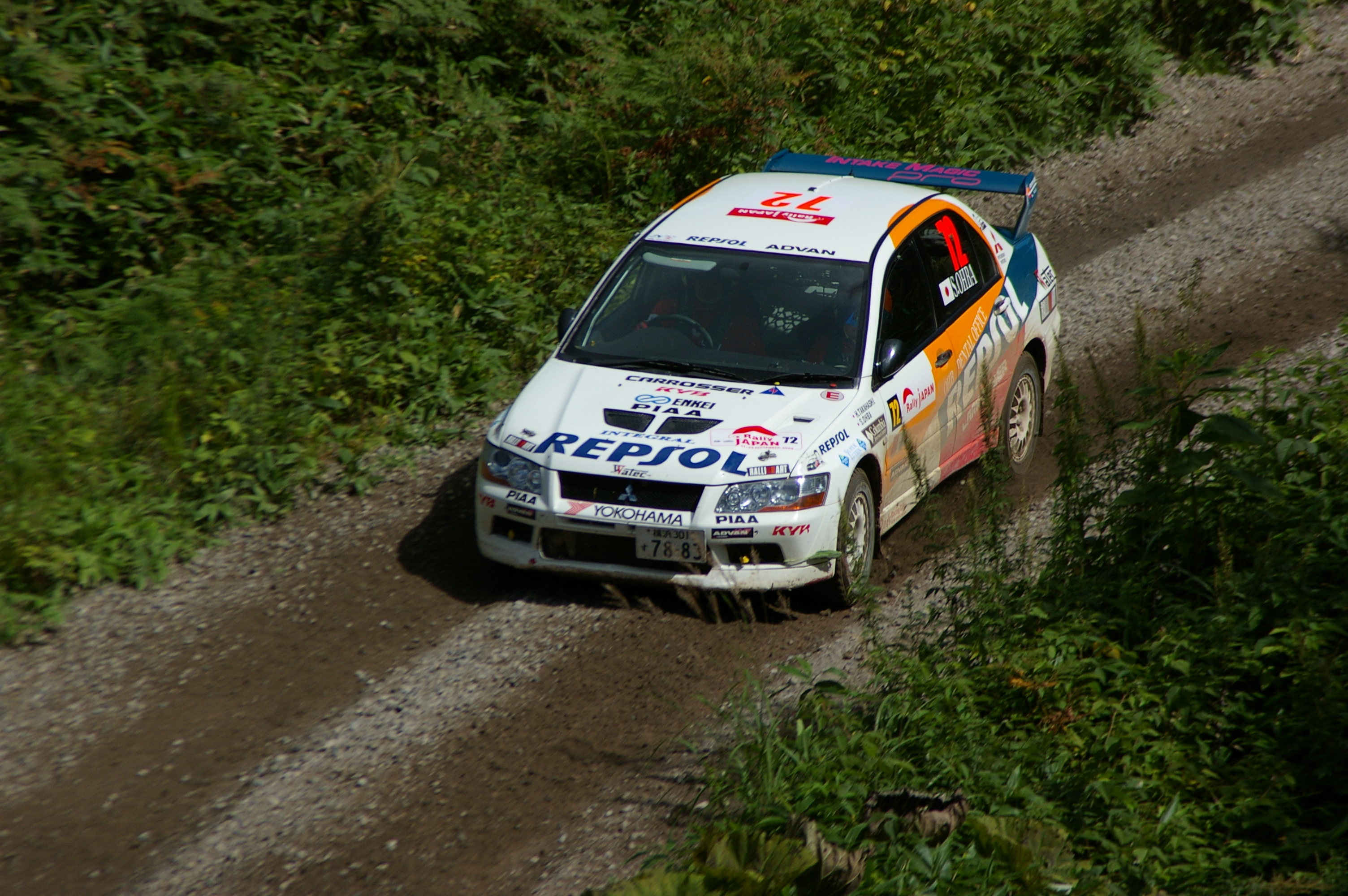
Evolution VII

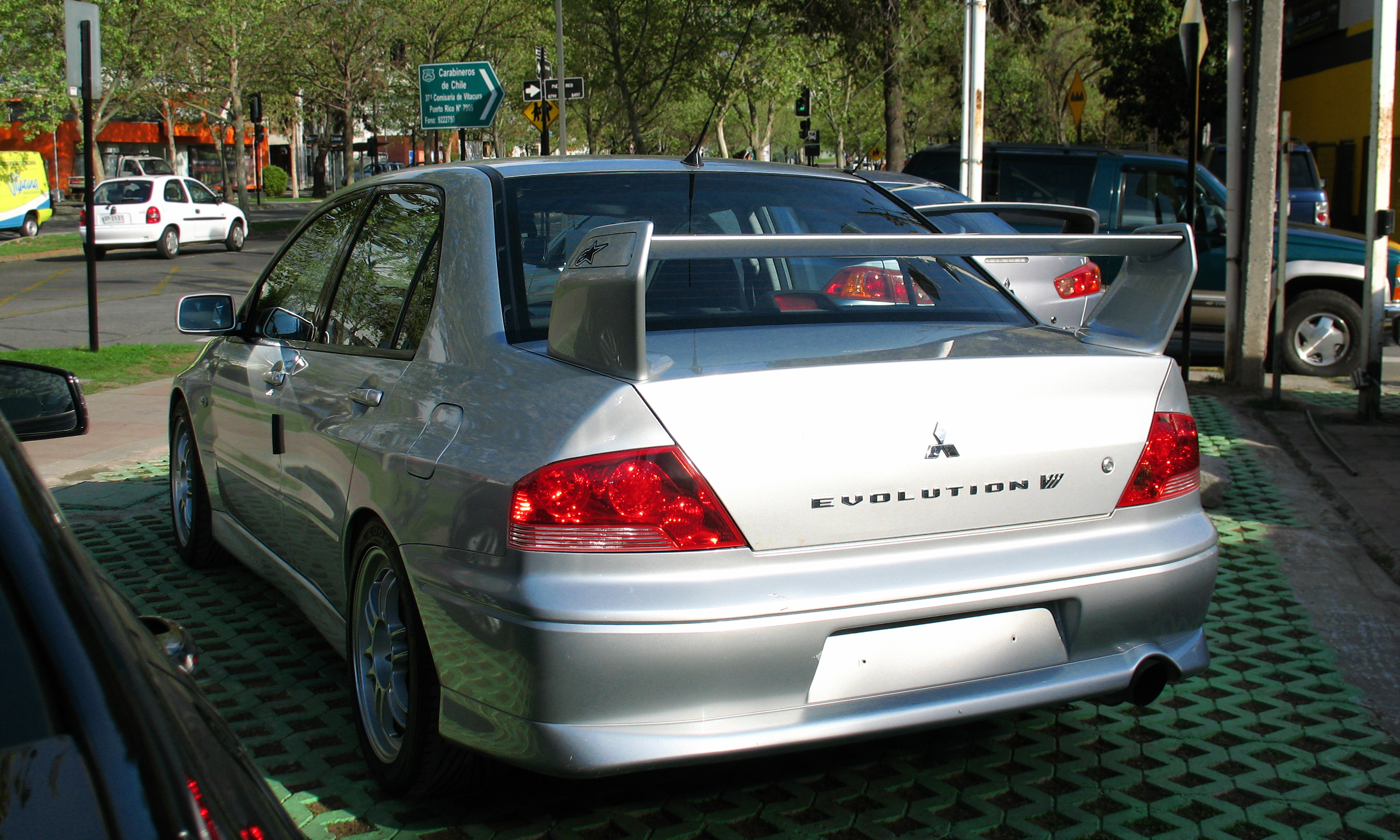
Vista trasera del modelo 2002

Después de su debut en enero de 2001, Mitsubishi se vio obligado por la FIA a competir en el Campeonato Mundial de Rally utilizando las normas del WRC para la construcción de un automóvil, en lugar de las normas de un grupo de clase y, por lo tanto, no era necesario seguir las reglas de homologación. El Evolution VII se basaba en la plataforma más grande del Mitsubishi Cedia (8.ª generación) y como resultado ganó más peso en el Evolution VI, pero compensó esto con múltiples ajustes del chasis. El mayor cambio fue la adición de un diferencial central activo y más eficaz, mientras que se añadió un frente helicoidal diferencial de deslizamiento limitado. El par motor se incrementó de nuevo a 39,3 kg·m (385 N·m; 284 lb·pie) con ajustes de motor que permite mayor flujo de aire, mientras que la potencia oficial se mantuvo en 280 CV (276 HP; 206 kW).
La introducción del Evolution VII también marcó la primera vez que un tren de transmisión automática se incluyó dentro de la línea de modelos GT-A. Considerada como la versión "express" de la visualmente similar GSR VII, el GT-A solamente se presentó en 2002 y tuvo el siguiente distintivo interior y exterior: rines de aleación con acabado de corte de diamante de 17 pulgadas (43,2 cm), luz trasera con lentes más claras y faros delanteros de estilo todo-en-uno, más tarde usados en el Evolution VIII. El GT-A ofrecía la opción de tener o no alerón, que podía ser corto, como más tarde se utilizó en el Evolution VIII 280, o tal como se utilizaba en el estándar de los modelos Evolution VII. El rasgo más distintivo era un capó sin tomas de aire en las parrillas en absoluto. Aunque ofrece la capacidad de enfriamiento inferior, el capó fue diseñado para dar una línea más limpia a través del aire con una menor resistencia a velocidades de autopista.
Los acabados del interior podrían ser de lujo de terciopelo, cuero completo o asientos deportivos Recaro.
El interior del GT-A era diferente, ya que había tiradores de las puertas cromadas, un panel de instrumentos diferentes para mostrar la selección de marchas y biseles cromados rodeando el velocímetro y el tacómetro. El GT-A también tenía amortiguación adicional de sonido instalado de la fábrica y el colector del motor y bajante habían sido diseñados para ser más silenciosos.
La caja de cambios automática de cinco velocidades tenía lo que Mitsubishi llamaba la "lógica difusa", lo que significa que el automóvil "aprende" las características de manejo del piloto y que significaban adaptar los intervalos de cambio de marchas y evitar las pérdidas en reacciones. La caja de cambios podía ser seleccionada manualmente, como con la mayoría de los volantes Tiptronic a través de botones + y - (un par por ambos lados) o mediante la selección de la puerta tiptronic con la palanca de cambios. La potencia fue disminuida un poco respecto a los autos manuales estándar a 280 CV (276 HP; 206 kW). La caja de cambios del GT-A no aparece de nuevo en el Evolution VIII, pero se ha instalado en la versión del Evolution IX Wagon. Fue reemplazada por la caja de cambios "Twin Clutch SST" desde la introducción del Evolution X.
El GT-A, también denominado INVECS-II, era el primero EVO con una caja de cambios manual robotizada de cinco marchas con levas al volante. Tuvo que emplear un turbo de menor tamaño, por lo que redujo su potencia a 272 CV (268 HP; 200 kW). Un punto que llamaba la atención era un alerón mucho más pequeño de lo habitual. Apenas se fabricaron 2000 unidades, todas para el mercado interno japonés.
Contaba con mayor rigidez, las de vías delanteras y traseras eran más anchos, mientras que la distancia entre ejes se había extendido en no menos de 100 mm (3,9 pulgadas). La estabilidad mejoraba en línea recta y la última versión se presentaba en el mercado con un nuevo diferencial central activo (ACD), que contaba con un embrague hidráulico de placas múltiples controlado electrónicamente para repartir las prestaciones entre el eje delantero y trasero.
Produjo otro adelanto en el uso de sistemas controlados electrónicamente con la adopción del ABS Sport que regulaba la fuerza de frenado en cada rueda individualmente. La suspensión estaba optimizada para mejorar su estabilidad en línea recta y en las curvas Además, calzaba neumáticos más grandes en dimensiones 235/45 ZR17, montados en unas rines de aleación. También ofrecía un aumento de la rigidez torsional del 50%.

## Evolution VIII, octava generación

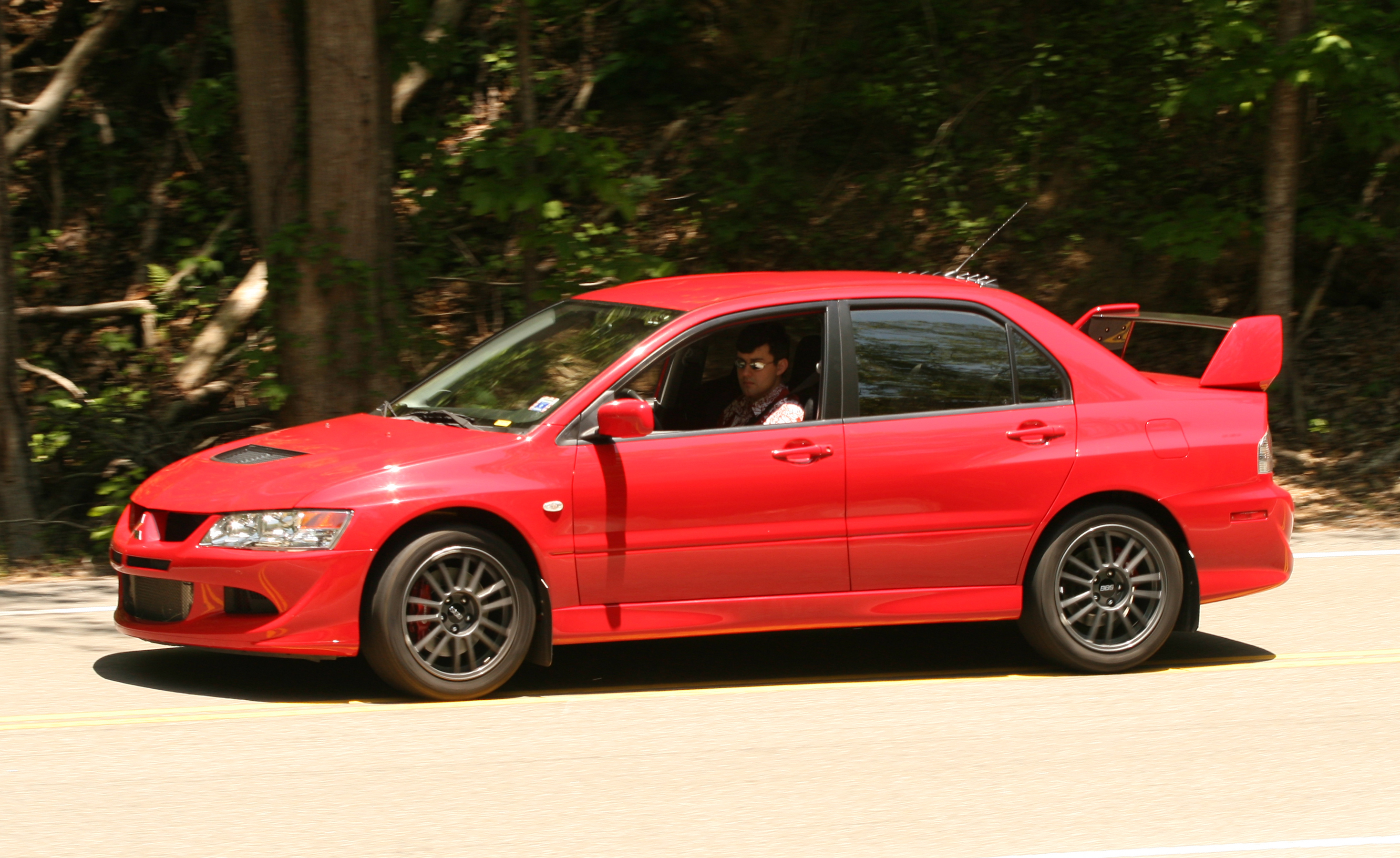
Evolution VIII MR de 2005

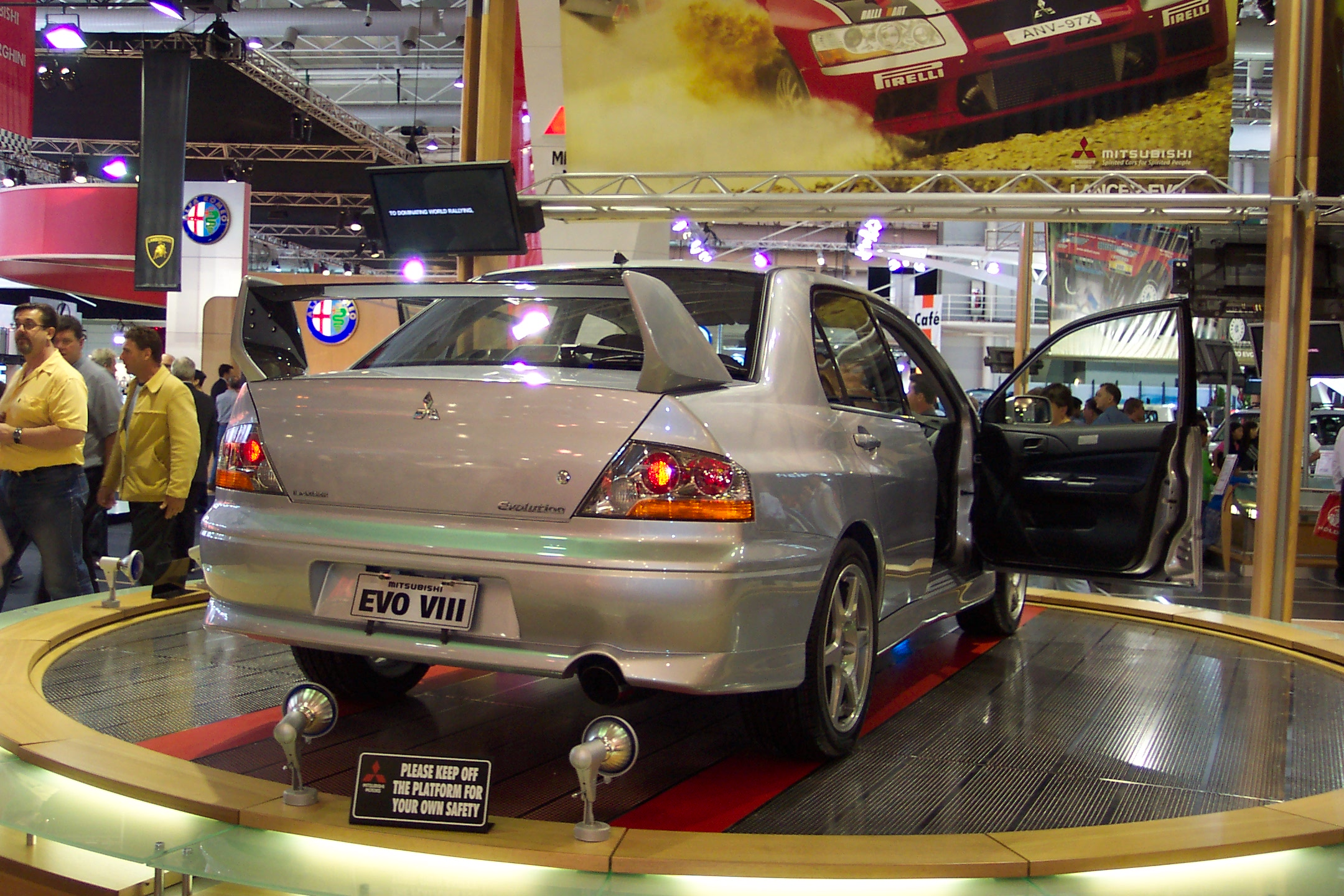
Vista trasera en el Salón del Automóvil de Sídney de 2003

El Evolution fue de nuevo modificado en 2003, esta vez con rines deportivos de 17 pulgadas (43,2 cm) Gray Enkei, frenos Brembo, amortiguadores Bilstein para manejar la tracción y una transmisión manual de cinco velocidades. Al ser originalmente un modelo de compensación, las ventas tuvieron tanto éxito en los Estados Unidos que en 2005 estaba disponible en cuatro estilos: el modelo GSR regular en Japón, el RS, con techo de acero, cinco velocidades y ruedas estándar, que carecen de los componentes de lujo como ventanas/puertas eléctricas y radio, el SSL con techo solar y asientos de cuero; y el MR, que venía con mando de cambio de aluminio MR, logo resaltante en la parte frontal, freno de estacionamiento con mango de fibra de carbono, rines BBS de 17 pulgadas (43,2 cm), techo de aluminio y una transmisión manual de seis velocidades.
El panel del techo de aluminio y otras reducciones en el peso corporal, bajaron el centro de gravedad para producir características de empuje más natural. También se mejoró la electrónica Mitsubishi propia a las cuatro ruedas, al control de tracción ACD 5 + Super AYC 6 y a los sistemas ABS deportivos. La introducción del Super AYC que reemplazó el engranaje cónico con un diferencial de engranaje planetario, fue para permitir que la nueva unidad transfiriera el doble del par que el AYC original, aumentando los límites en las curvas, así como mejorando la tracción. El Lancer Evolution VIII se mostró en el Salón del Automóvil de Tokio de 2003 y tomó la denominación MR tradicionalmente reservada a los modelos Mitsubishi Motors de alto rendimiento, utilizado por primera vez para el GTO Galant. En el Reino Unido se introdujeron muchas versiones especiales del Evo, incluyendo el FQ300, FQ320, FQ340 y FQ400 con 310 CV (306 HP; 228 kW), 320 CV (316 HP; 235 kW), 340 CV (335 HP; 250 kW) y 405 CV (399 HP; 298 kW), respectivamente.
El FQ400, vendido para Ralliart en Reino Unido, producía 400 CV (395 HP; 294 kW) de su motor 4G63, debido a modificaciones especiales para ese país. Con una limitación de peso de 1450 kg (3197 libras), alcanzaba 0-60 mph (97 km/h) en 3,5 segundos, 0-100 mph (161 km/h) en 9,1 segundos, 1/4 de milla (402 m) en 12,1 segundos a 118 mph (190 km/h) y una velocidad máxima de 176 mph (283 km/h), a un costo de 47 000 £. La serie de televisión de la BBC "Top Gear", demostró que el FQ-400 podía seguir a un Lamborghini Murciélago en una pista de pruebas. The Stig registró una vuelta rápida de 1 minuto y 24,8 segundos, 1,1 segundos más lento que el Murciélago que fue de 1 minuto 23,7 segundos.
El Lancer Evolution VIII fue también el primer Evo en ser vendido en los Estados Unidos, impulsado por el éxito del Subaru Impreza WRX, que habían sido comercializado tres años antes. Sin embargo, los componentes internos de las versiones estadounidenses fueron en gran parte una versión reducida de las especificaciones de la versión japonesa. Ningún modelo Evo para Estados Unidos antes del Evo X tuvo control activo de derrape, incluyendo el Evo IX.
La mayoría de los Evolution VIII tenían un alerón trasero de fibra de carbono, placas terminales de la carrocería en igual color. Además, las versiones de Estados Unidos de 2003 a 2005 recibieron parachoques traseros más voluminosos que sus homólogos japoneses para dar cabida a las leyes de seguridad de Estados Unidos, como la barra de choque de metal de la parte trasera. Todos los Evo tenían guardabarros delanteros y capó de aluminio.
Las versiones MR y RS tenían un techo de aluminio. Las ediciones MR venían equipadas con una transmisión de seis velocidades, amortiguadores Bilstein y ruedas BBS opcionales de fábrica. La edición básica RS no venía con ventanas, seguros, o espejos eléctricos, sistema de audio, alerón trasero o sistema antibloqueo de frenos. Todos los modelos Evo VIII R vendidos en los Estados Unidos tenían un sistema de aire acondicionado. Los elevalunas eléctricos, seguros y sistemas de audio podrían ser añadidos en el modelo RS adquiriendo el paquete "Urban Jungle". Por un corto período, se ofreció este auto con equipamiento GSR, así como en algunos países latinoamericanos aleatoriamente, como México, Chile, Colombia, entre otros, aunque también tuvo presencia en los equipos locales de rally que adquirieron algunos en su versión RS lista para modificarse.
Considerado como una generación más civilizada, se debía principalmente a la nueva caja de cambios de seis relaciones, con una sexta más larga pensada para rebajar los consumos. Con respecto a su predecesor, sus faros traseros son muy característicos, optimiza la aerodinámica, la entrada de aire del capó mejora un 25% la refrigeración y monta un alerón de fibra de carbono. El motor se revisa y mejora, pero sigue entregando los mismos 280 CV (276 HP; 206 kW) y el diferencial trasero activo llega a su tercera evolución.
El rendimiento aerodinámico se mejoró con un nuevo alerón trasero con plástico reforzado con carbono para los componentes horizontales y verticales y una cubierta de airdam delantera de gran tamaño.
El Lancer Evolution VIII MR, presentado en febrero de 2004, era un modelo de edición especial que hacía uso de algunos de los elementos destinados al Evolution IX que se planificó en 2005. El apodo MR deriva de la designación Mitsubishi Racing y estaba tradicionalmente reservado para los modelos deportivos de alto rendimiento de la firma. Entre las características específicas del MR encontrábamos los amortiguadores Bilstein® de alta respuesta que brindaron una mejora en el manejo con un equilibrio óptimo entre estabilidad de manejo. También contaba con un techo de aluminio que reducía el centro de gravedad y el momento de balanceo.

## Evolution IX, novena generación

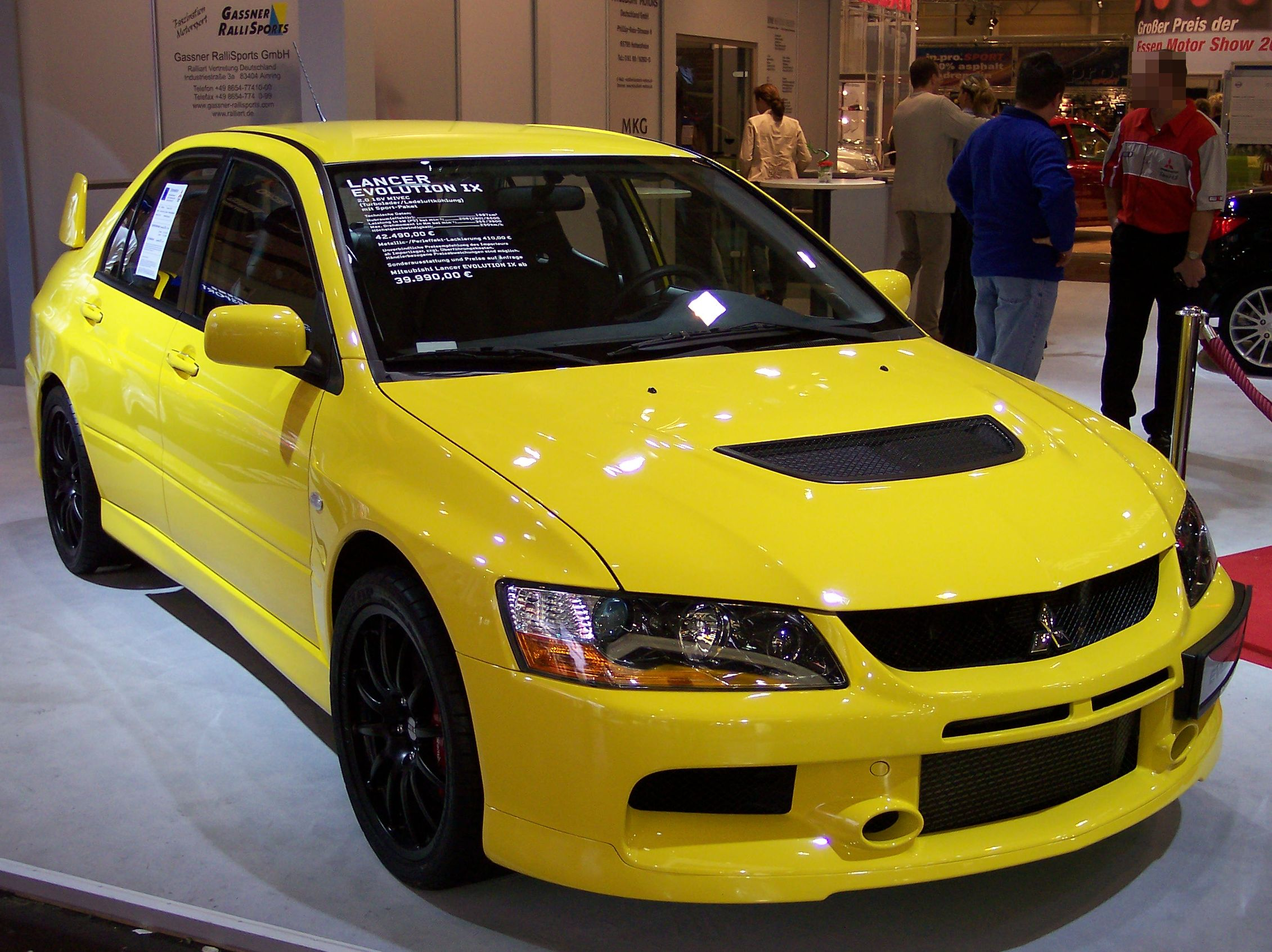
Evolution IX MR

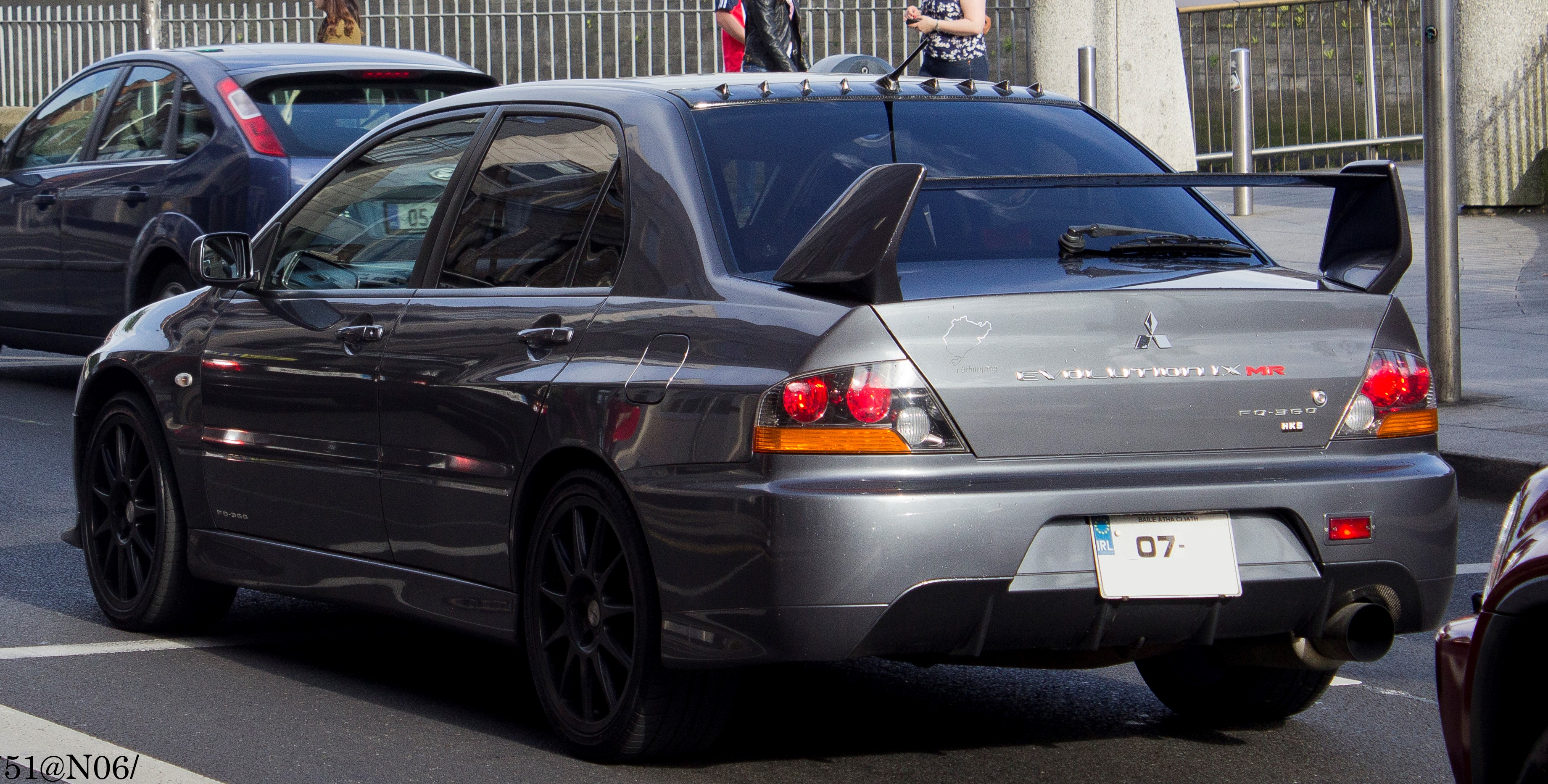
Vista trasera 3/4 del Evolution IX MR FQ-360 de 2007

Se presentó el Lancer Evolution IX en Japón el 3 de marzo de 2005, y expuso el automóvil en el Salón del Automóvil de Ginebra para el mercado europeo el mismo día. Los mercados de América del Norte vieron el modelo expuesto en el Salón del Automóvil de Nueva York el mes siguiente. El motor 4G63 tenía tecnología de sincronización variable de válvulas (MIVEC) y un diseño del turbocompresor revisado que aumenta la potencia en el cigüeñal a 290 CV (286 HP; 213 kW) y el par motor a 40 kg·m (392 N·m; 289 lb·pie).
Los modelos Lancer Evolution IX estándar, Grand Sport Rally "GSR" en algunos mercados, RS (Rally Sport), SE (Special Edition) y MR (Mitsubishi Racing), han variado ligeramente en sus capacidades de rendimiento. Se hicieron cambios sutiles para cada modelo en la aceleración, manejo y velocidad. El RS excluía características normales en los modelos estándar, SE y MR, equipo de música, ventanas y seguros eléctricos, limpiaparabrisas trasero, alerón trasero y aislamiento acústico. El resultado era un ahorro de peso de más de 60 libras (27 kg). Aunque el RS es el más ligero del grupo, el MR se las arregló para superar al IX estándar y al RS en torno a un circuito, aunque solamente era por fracciones de segundo, debido a su mejor suspensión, ruedas más ligeras y la transmisión de seis velocidades, además de ser ligeramente mejor para uso en carretera. En una carrera de velocidad, los tres modelos son más o menos iguales. El modelo RS fue producido para equipos de rally que querían una plataforma para construir un automóvil de carreras. Está despojado de todas las comodidades y otras mejoras que aumentan el precio en características que los equipos de carrera nunca usarían de todas formas.
La IX MR conserva las características del Evolution VIII MR, como transmisión manual de seis velocidades, faros de xenón HID, faros antiniebla, emblemas especiales y un techo de aluminio. Todos los modelos tuvieron asientos Recaro, frenos Brembo y volante MOMO. Las revisiones adicionales a partir de 2005, incluían una relación más estrecha para la transmisión manual de cinco velocidades, las nuevas ruedas más ligeras Enkei en los modelos no MR, una interfaz rediseñada con un deflector de aire más eficiente, cuya característica más notable eran los dos conductos pequeños y ovalados para enfriar los tubos de intercooler. En un esfuerzo por reducir el incremento de los precios en el modelo Evolution IX, los faros HID equipados estándar ya no estaban en el Evo IX ni eran de serie en el 2005 VIII y solamente estaban disponibles en los paquetes SSL, SE y MR.
Gracias al MIVEC, el motor también era más eficiente, gastaba menos combustible y producía menos emisiones. El turbocompresor de aleación de titanio y magnesio utilizado en los niveles de equipamiento RS y GT, produjo una impresionante mejora y una importante reducción del turbolag. En agosto de 2006 se lanzó el Lancer Evolution IX MR, que presentaba todas las mejoras que se habían plasmado en la tercera generación del modelo como los nuevos muelles Eibach® o la nueva distancia al suelo reducida en 10 mm (0,4 pulgadas), mientras que el sistema de control de tracción Super AYC se programó con un enfoque más deportivo. También se hizo hincapié en aumentar la calidad de manejo percibida, así como el rendimiento dinámico en la tercera generación. Estas evoluciones sirvieron no solamente como modelo base para uso en competición, sino también las más refinadas cualidades que se esperan de un automóvil de carretera.
En septiembre de 2005 llegó el Evolution Wagon y su versión mejorada del Evolution Wagon MR en agosto de 2006. Después de adaptar las especificaciones para cumplir con las diferentes normativas, el Lancer Evolution IX se convirtió en el primer modelo homologado en serie que se exportó, primero a Norteamérica y luego a Europa, Australia y China, más allá de las importaciones y homologaciones unitarias que se habían realizado hasta entonces en otras generaciones.

## Evolution X, décima generación

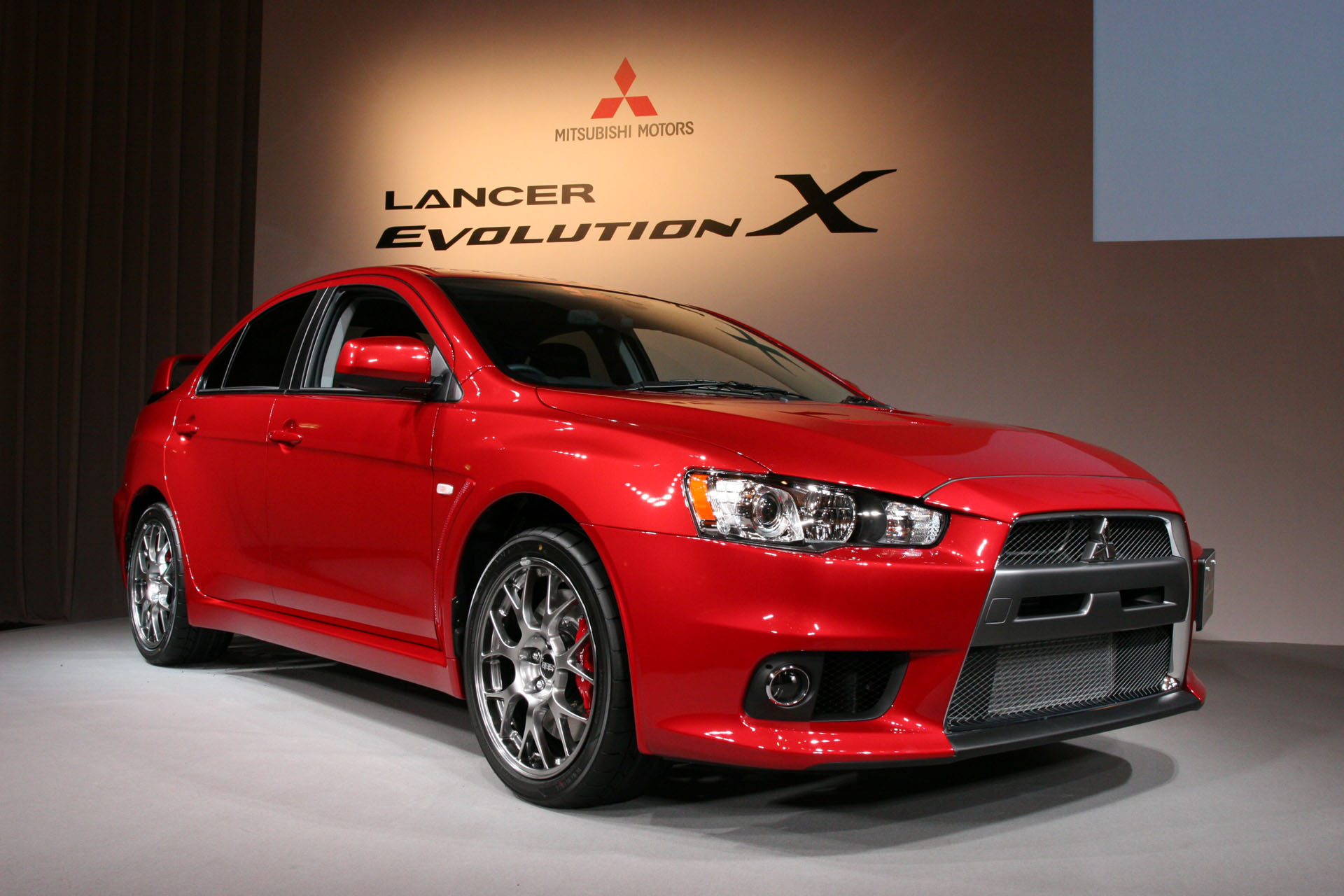
Lancer Evolution X en 2007

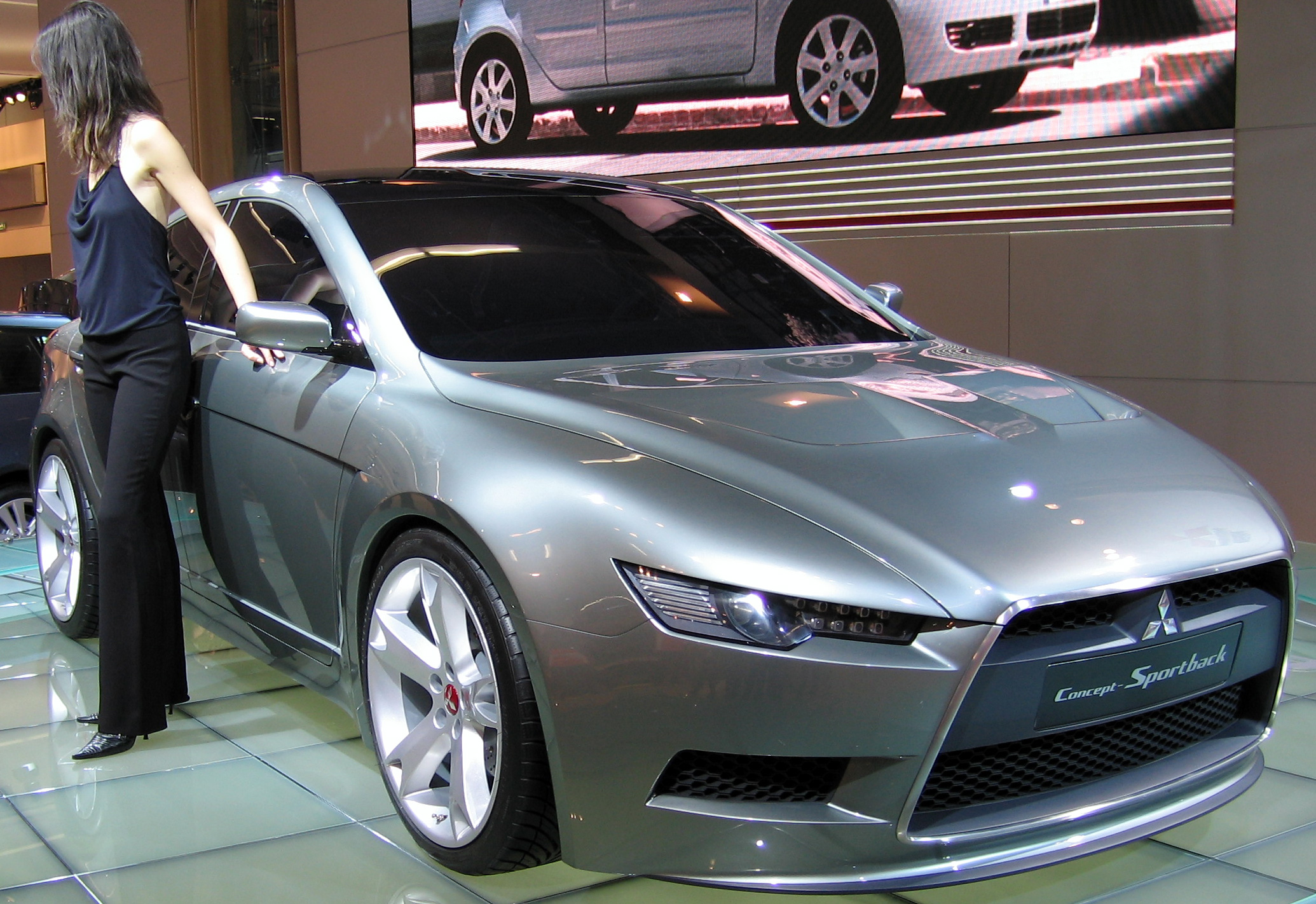
Concept Sportback X en el Salón del Automóvil de Fráncfort de 2005

En 2005, Mitsubishi presentó una versión concepto del Evo de la siguiente generación en la 39.ª edición del Salón del automóvil de Tokio, llamado "Concept-X", diseñado por Omer Halilhodžić en el centro de diseño europeo de la empresa. Mitsubishi dio a conocer un segundo prototipo "X" en el Salón del Automóvil de Detroit (NAIAS).
El Lancer Evolution X sedán contaba con un nuevo motor de aluminio 4B11T Turbo de 1998 cm³ (2 litros). La potencia y el par motor dependen del mercado, pero todas las versiones tendrían al menos 280 CV (276 HP; 206 kW), aunque la versión del mercado japonés para el mercado estadounidense tendría un poco más. Los modelos para el Reino Unido serían reelaborados y, de conformidad con los anteriores Evo MR, llevarían la insignia FQ. El automóvil tenía también un nuevo sistema de tracción total denominado Super All Wheel Control (S-AWC), una versión avanzada del sistema AWC que Mitsubishi utilizó en las generaciones anteriores. El S-AWC utiliza el par de vectores de tecnología para enviar diferente cantidad de par a cualquier rueda en un momento dado.
Ofrecía una nueva transmisión secuencial semiautomática de doble embrague "Twin Clutch SST" de Mitsubishi de seis velocidades. También estaba disponible una caja de cambios manual de cinco velocidades. Los nuevos Lancer Evolution incorporaban la siguiente generación de carrocerías de seguridad Mitsubishi RISE.
La versión de producción del Prototipo-X comenzó en otoño de 2007. El Evolution X salió a la venta 1 de octubre de 2007 en Japón. Luego, en enero de 2008 en los Estados Unidos, en febrero en Canadá como la primera versión del Evo en ese país; y en marzo de 2008 en el Reino Unido a precios entre 27 499 £ y 37 999 £.
Frente a lo anterior, en octubre de 2011 se confirmó la próxima fabricación de una línea para el Lancer Evo XI, el cual sería un vehículo híbrido-gasolina con un poco más de potencia y peso que las versiones anteriores.
Para despedir a esta leyenda, la firma haría la edición final del Lancer Evolution, equipado con un 1998 cm³ (2 litros) acoplado a una transmisión manual de cinco velocidades. Se fabricaría en cinco colores: rojo, azul y tres tonos de gris. El frontal típico del Lancer Evolution estaría presente en esta edición. El interior contaba con acabados en Alcantara. Se fabricarían solamente 1000 unidades por un precio de 4 298 400 ¥ cada uno, que equivalían a 32 058 €. Únicamente se vendía en Japón, tomando como base el Evolution GSR.
El cambio de imagen era considerable gracias a la parrilla del frontal y los nuevos grupos ópticos. Una variante potenciada del modelo, que llevó el bloque Turbo MIVEC hasta los 400 CV (395 HP; 294 kW), suficiente como para acelerar de 0 a 100 km/h (62 mph) en 3,8 segundos, pero no solamente de la potencia vivía, ya que contaba con un mayor ancho de vías, diferencial central activo, control de estabilidad, tres modos para el sistema de tracción a las cuatro ruedas, rines ligeros, etc.
El Evolution X Carbon Series, básicamente se trataba de una edición especial en la que la protagonista era la fibra de carbono. Elementos como la parrilla, las carcasas de los retrovisores, el labio inferior delantero y la entrada de aire del capó, estaban hechos de dicho material. Además, se añadían unos rines BBS específicos y los pilotos traseros oscurecidos.
El Evolution Final Edition fue la despedida del modelo. Llegó en forma de una serie limitada a solamente 1600 unidades con muchos detalles exclusivos. A nivel estético, el techo de aluminio estaba pintado en negro, tono que repetía en otros tantos elementos, incluidos los rines Enkei. También lucía una placa con el nombre de la edición, el cuadro era específico, las costuras rojas y también indicaba el número de la unidad. Además, su motor elevaba la potencia hasta los 300 CV (296 HP; 221 kW), montaba frenos Brembo y una suspensión Bilstein con amortiguadores Eibach.
Fue lanzado en 2008, el cual presentaba un nuevo y potente motor con un nuevo sistema de refrigeración interna y un nuevo sistema turbo. El motor con bloque de aluminio fundido reforzado, estaba asociado a una nueva transmisión y al cambio deportivo Twin Clutch (TC-SST). El despliegue tecnológico continuaba con el Super All Wheel Control (S-AWC), que incorporaba un diferencial central activo, control de guiñada activo (SAYC) y control de estabilidad activo deportivo.
Además, contaba con un sistema de frenos antibloqueo con distribución electrónica de fuerza de frenado, un diferencial de deslizamiento limitado y alguna que otra mejora adicional. En su décima y última generación, el ofrecía el punto final con una mecánica que elevaba la potencia hasta los 226 kW (307 CV; 303 HP) y el par máximo hasta los 42,2 kg·m (414 N·m; 305 lb·pie).

## En competición

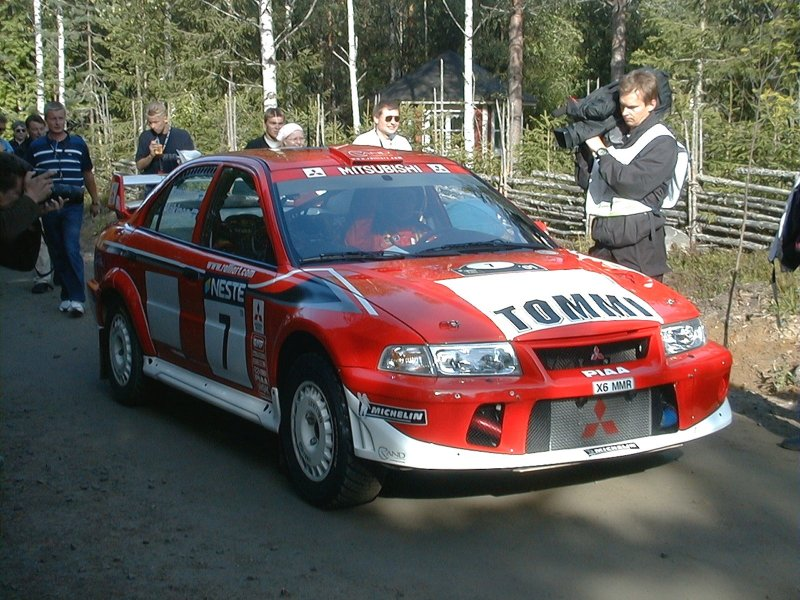
Evo 6.5 de Tommi Mäkinen en la novena ronda del Rally de Finlandia de 2001

Es uno de los vehículos más usados en los rallys, tanto en el mundial como en campeonatos nacionales. Mitsubishi construyó el Evolution con ese objetivo y de esta manera obtuvo varias homologaciones con las que ha competido a lo largo del panorama mundial.
Ha tenido las siguientes homologaciones:
- Grupo N: Versiones VI, VII, VIII, IX y X.
- Grupo A: Versiones III, IV, V, VI.
- World Rally Car: Versiones VII y VIII.
- R4: Versiones IX y X.

Ha obtenido el campeonato mundial en cuatro ocasiones entre 1996 y 1999. Todas las coronas han sido conquistadas con Tommi Mäkinen al volante de las generaciones III, IV, V y VI. El equipo se retiró de la máxima categoría de Rally (WRC) en 2005, pero seguía participando en las categorías inferiores de producción, compitiendo con la décima generación. Mitsubishi desarrolló y juntó la electrónica moderna con la mecánica tradicional, creando eficientes diferenciales electrónicos que ayudaban mucho a sus pilotos. El Campeonato de Producción del 2012 se lo llevó a la bolsa, a manos del también Campeón del Mundo, el mexicano Benito Guerra Jr.

## En la cultura popular
Un modelo 2002 color verde lima aparece en la película 2 Fast 2 Furious, con Brian O'Conner al volante.
Un Evolution IX GSX modelo 2006 color rojo aparece en la película The Fast and the Furious: Tokyo Drift, en el que Sean Boswell aprende a hacer drifting.
Varios modelos de diferentes generaciones han aparecido en el manga Initial D.